# Weiden in der Oberpfalz

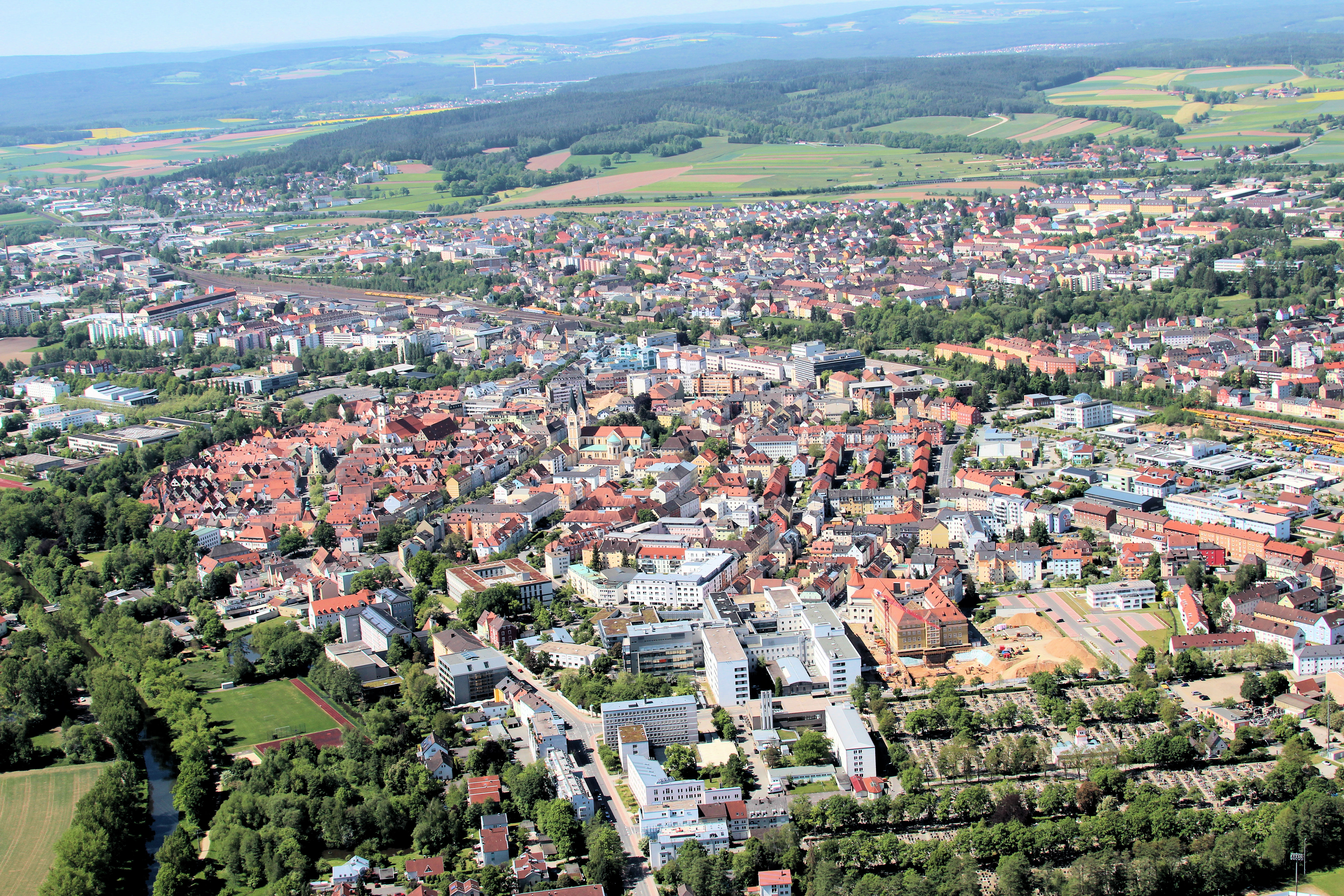
Blick auf Weiden (2016)

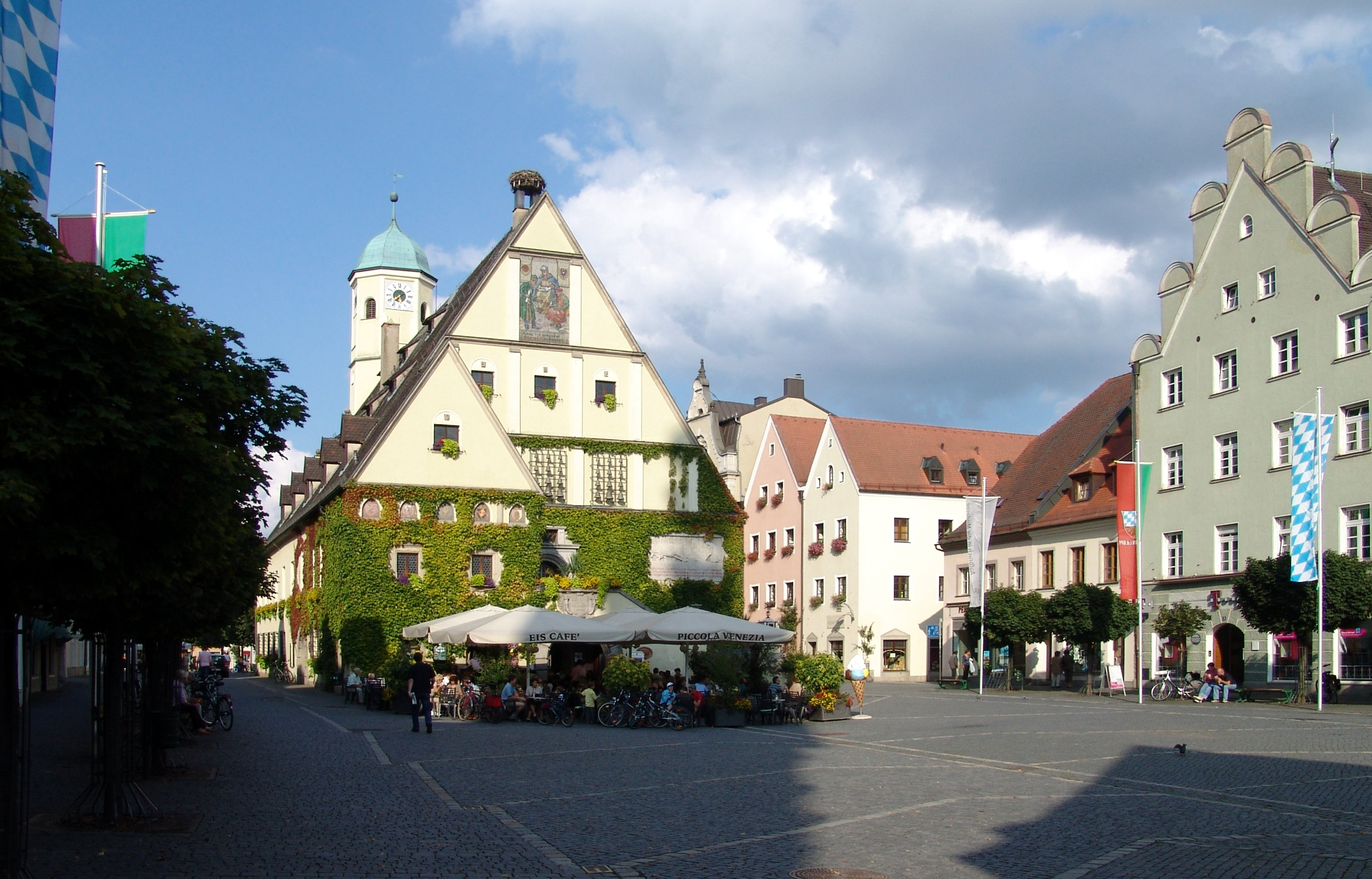
Oberer Markt mit dem Alten Rathaus

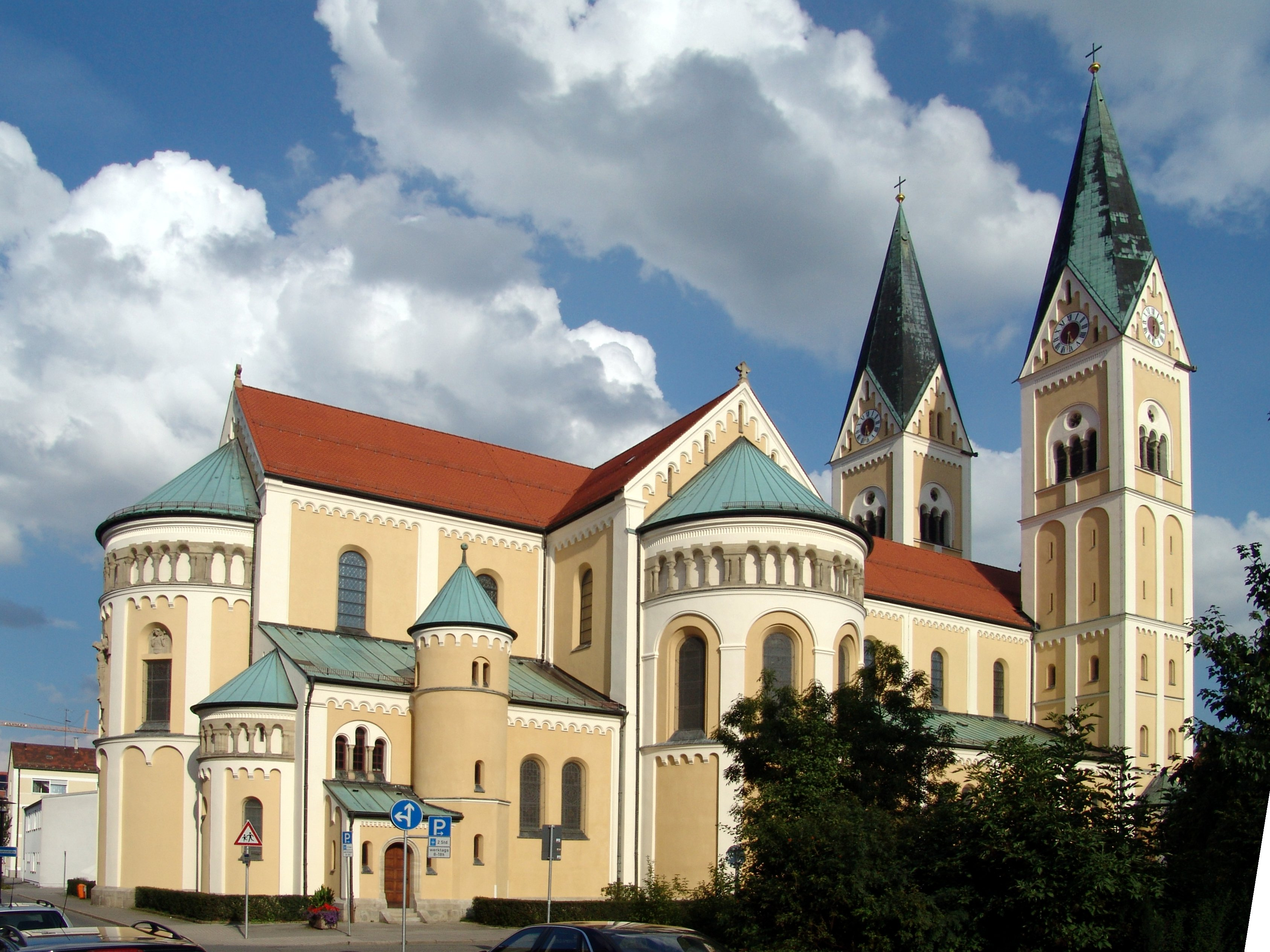
Kirche St. Josef

Weiden in der Oberpfalz (amtlich Weiden i.d.OPf.) ist eine kreisfreie Stadt im ostbayerischen Regierungsbezirk Oberpfalz. Sie liegt 100 km östlich von Nürnberg und 35 km westlich der Grenze zu Tschechien am Fluss Waldnaab sowie am Westrand des Oberpfälzer Waldes. Mit rund 43.000 Einwohnern ist Weiden nach Regensburg die zweitgrößte Stadt der Oberpfalz und die größte Stadt der nördlichen Oberpfalz, deren Oberzentrum sie bildet.
Seit dem 14. Jahrhundert stellte Weiden durch die Lage an der Goldenen Straße von Nürnberg nach Prag einen zentralen Knotenpunkt dar und entwickelte sich davon ausgehend zu einem wichtigen Handelsstandort. Bedeutend ist Weiden seit dem 19. Jahrhundert bis heute als Standort für Porzellanproduktion mit zwei ansässigen Produktionsstätten. Des Weiteren hatte die Textilproduktion einen prägenden Einfluss auf die Stadt.
Mit dem Standort der Ostbayerischen Technischen Hochschule Amberg-Weiden hat Weiden Bedeutung als Hochschulstadt. Die Stadt ist Mitglied der Metropolregion Nürnberg mit 3,6 Millionen Einwohnern.

## Geographie

### Naturraum und Landschaft

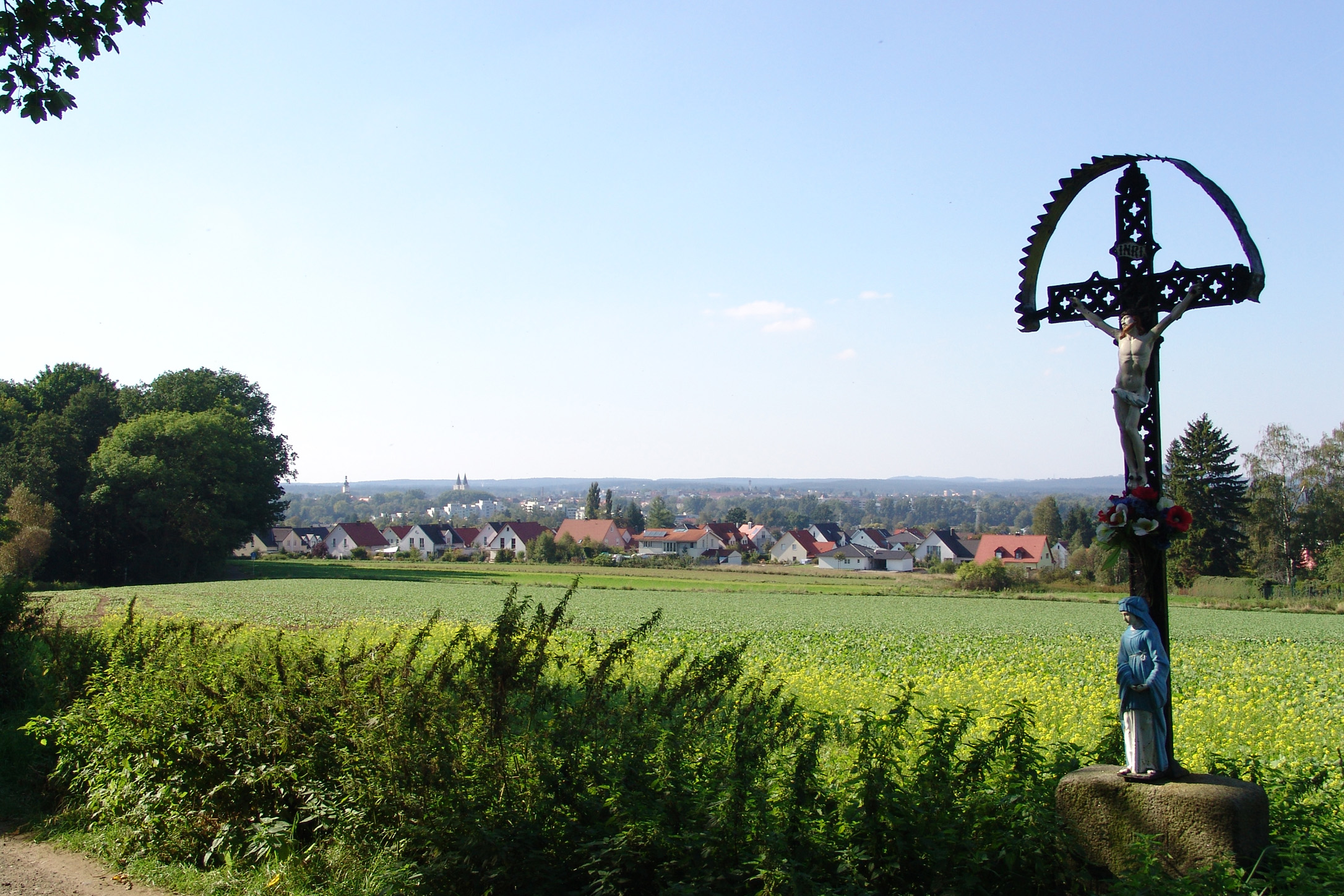
Wegkreuz bei Weiden

Weiden in der Oberpfalz liegt an der Schnittstelle der Naturräume Oberpfälzer Hügelland und Vorderer Oberpfälzer Wald. Im Stadtgebiet sind diese überregionalen Natureinheiten durch die weitläufigen, von Wanderwegen gut erschlossenen Waldgebiete Manteler Forst/Altenstädter Wald und Fischerberg vertreten. Das Landschaftsbild ist durch die Tallandschaft der Waldnaab, eingebettet zwischen die welligen, kiefernbestandenen Hügelketten des Oberpfälzer Bruchschollenlandes (des so genannten Deckgebirges) im Westen und die schroffe Formenvielfalt des uralten kristallinen Grundgebirges im Osten geprägt. Der Auenbereich der Waldnaab erstreckt sich als natürlicher Grünzug von Nord nach Süd durch das gesamte Stadtgebiet. Insgesamt befindet sich das Stadtgebiet im Naturpark Nördlicher Oberpfälzer Wald und ist Ausgangspunkt vieler Wandermöglichkeiten in einer abwechslungsreichen Landschaft.
In Weiden befinden sich neun Landschaftsschutzgebiete und ein Geotop (Stand März 2017).

### Nachbargemeinden
Die kreisfreie Stadt Weiden umgibt der Landkreis Neustadt an der Waldnaab mit der gleichnamigen Kreisstadt im Norden. Am Stadtgebiet liegen unmittelbar im Uhrzeigersinn folgende Städte und Gemeinden an: Altenstadt an der Waldnaab, Neustadt an der Waldnaab, Störnstein, Theisseil, Waldthurn, Vohenstrauß, Irchenrieth, Bechtsrieth, Schirmitz, Pirk, Luhe-Wildenau, Etzenricht, Weiherhammer, Mantel, Schwarzenbach (Oberpfalz) und Parkstein.
Im Westen grenzt zudem das gemeindefreie Gebiet Manteler Forst an die Stadt.

### Landesplanung
Die Stadt befindet sich in der Planungsregion Oberpfalz-Nord (6).

### Stadtgliederung

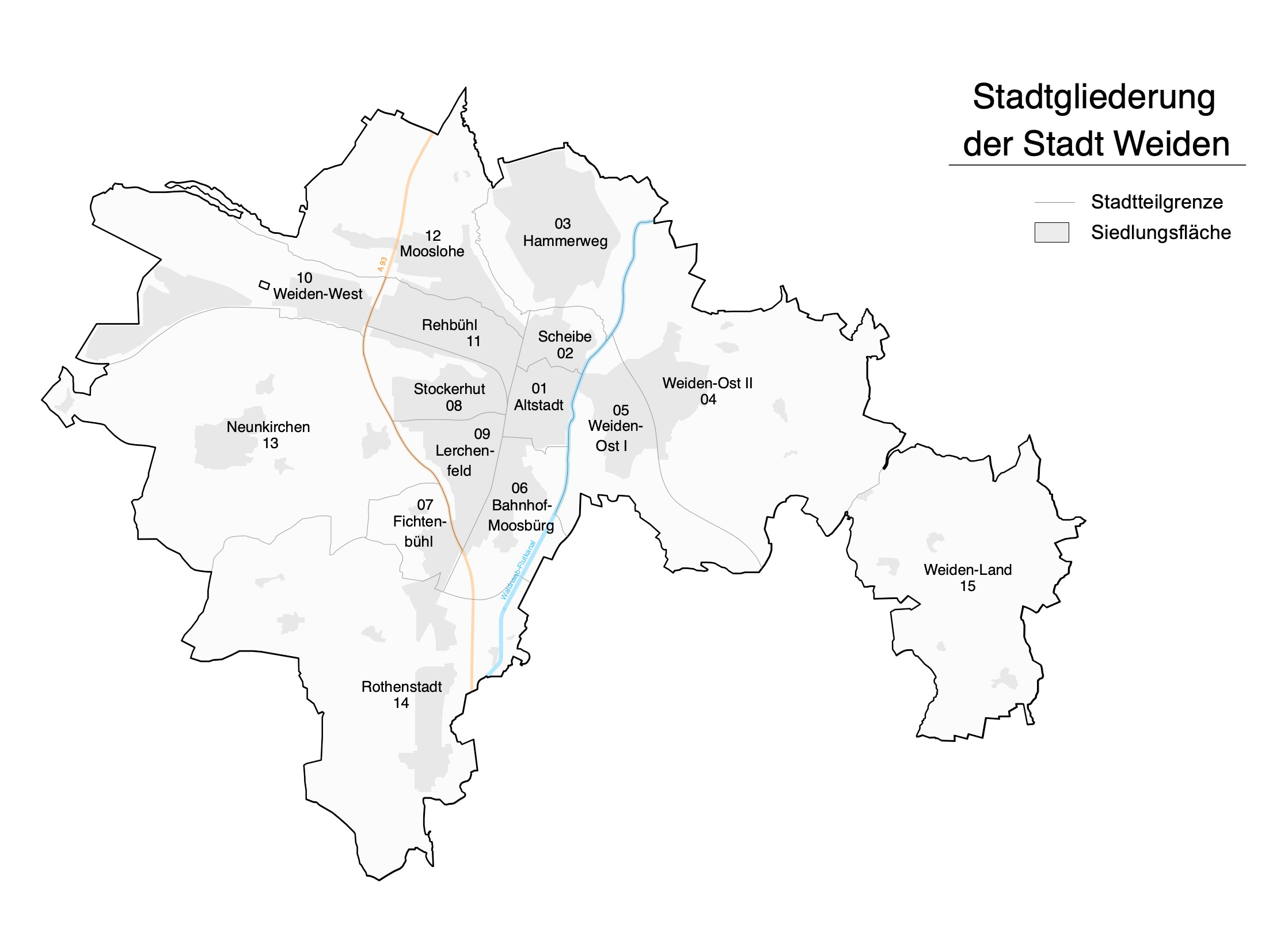
Stadtteile Weidens

Es existieren 15 Stadtteile, die in je drei bis acht, insgesamt 83, statistische Bezirke weiter untergliedert sind.
| Nr. | Stadtteil        | Fläche km² | Bevölkerung* | Bemerkungen                                                            | Einwohnerdichte (Personen pro Quadratkilometer) |
| --- | ---------------- | ---------- | ------------ | ---------------------------------------------------------------------- | ----------------------------------------------- |
| 01  | Altstadt         | 0,98       | 3.943        | Südliche Altstadt mit historischem Stadtkern                           | 4023                                            |
| 02  | Scheibe          | 0,86       | 2.296        | Nördliche Altstadt                                                     | 2669                                            |
| 03  | Hammerweg        | 4,32       | 5.559        |                                                                        | 1286                                            |
| 04  | Weiden-Ost II    | 10,45      | 2.829        | mit Tröglersricht, Zollhaus, Almesbach                                 | 270                                             |
| 05  | Weiden-Ost I     | 3,14       | 2.490        |                                                                        | 792                                             |
| 06  | Bahnhof-Moosbürg | 2,55       | 1.466        |                                                                        | 574                                             |
| 07  | Fichtenbühl      | 1,27       | 1.192        | mit Ermersricht                                                        | 938                                             |
| 08  | Stockerhut       | 1,80       | 3.953        |                                                                        | 2196                                            |
| 09  | Lerchenfeld      | 1,45       | 4.459        |                                                                        | 3075                                            |
| 10  | Weiden-West      | 5,03       | 2.062        | mit Brandweiher                                                        | 409                                             |
| 11  | Rehbühl          | 1,53       | 6.538        |                                                                        | 4273                                            |
| 12  | Mooslohe         | 5,50       | 3.559        | mit Moosöd                                                             | 647                                             |
| 13  | Neunkirchen      | 11,50      | 1.718        | mit Frauenricht, Latsch, Halmesricht, Spitalöd, Wiesendorf             | 149                                             |
| 14  | Rothenstadt      | 11,73      | 3.145        | mit Ullersricht, Neubau, Maierhof, Mallersricht, M.-Ziegelhütte        | 268                                             |
| 15  | Weiden-Land      | 8,43       | 235          | Muglhof, Matzlesrieth, Unterhöll, Mitterhöll, Trauschendorf, Oedenthal | 27                                              |
|     | Stadt Weiden     | 70,54      | 45.444       |                                                                        | 612                                             |

* Haupt- und Nebenwohnsitz 31. Dezember 2021

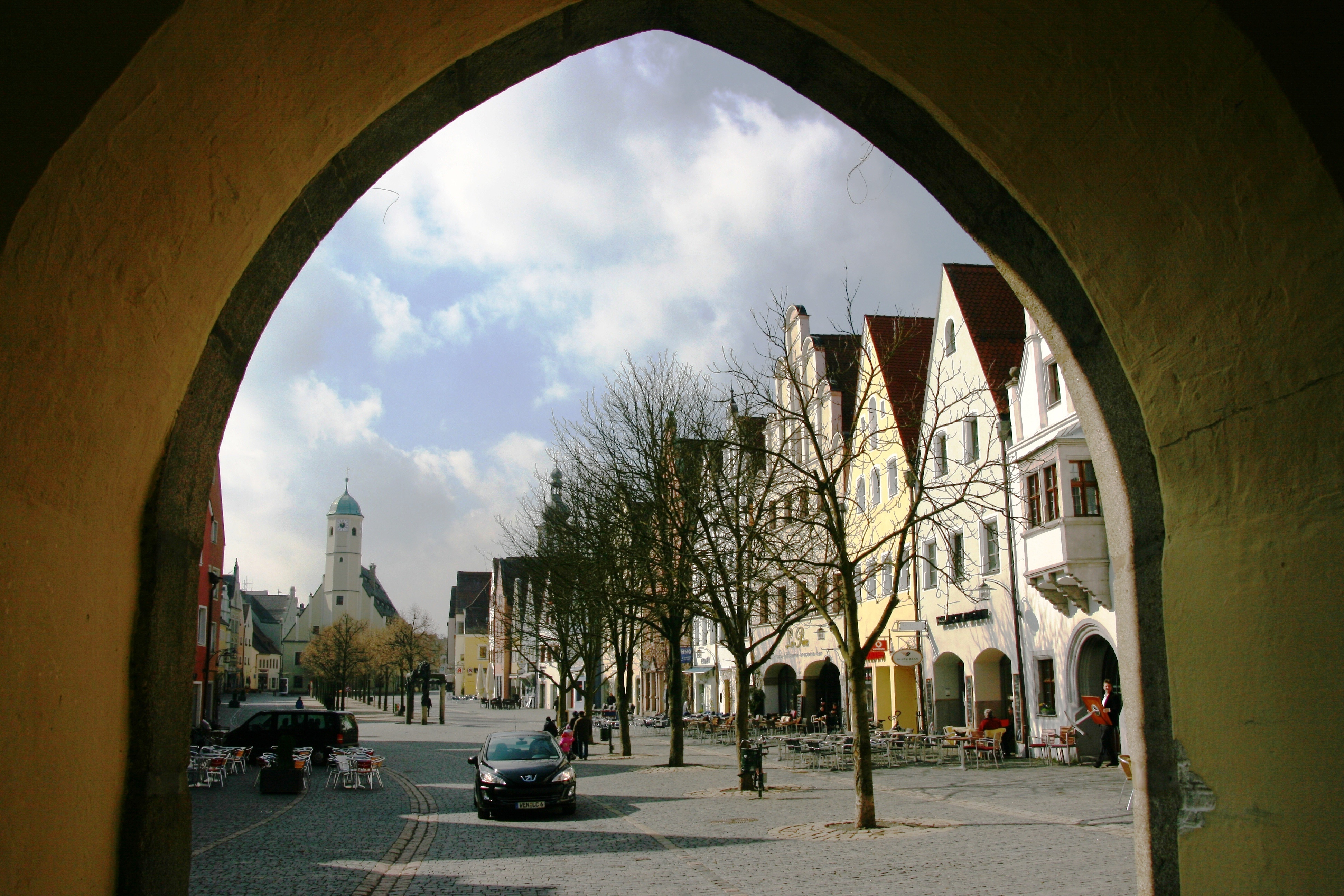
Altstadt (Unterer Markt)
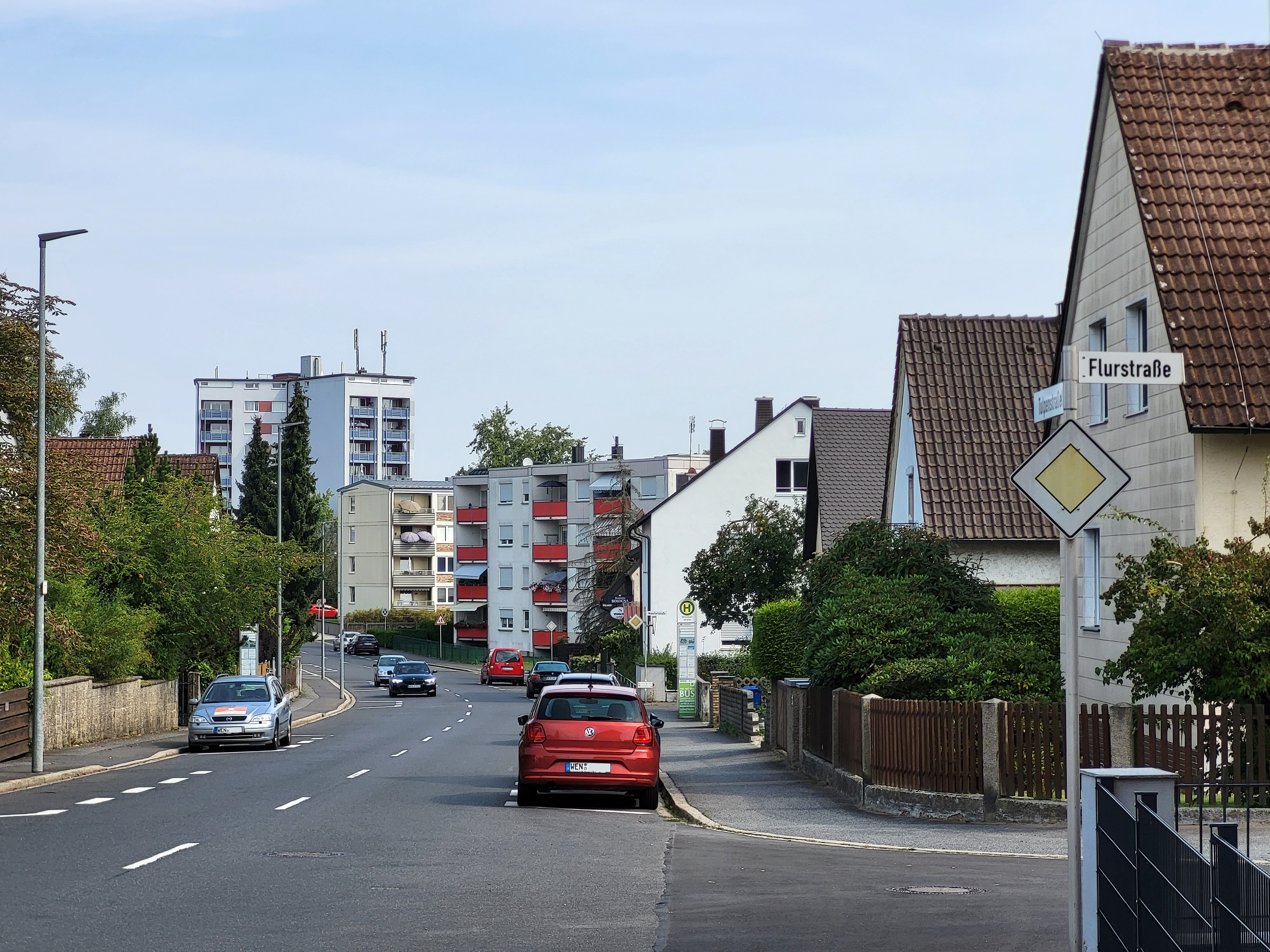
Mooslohe/Rehbühl
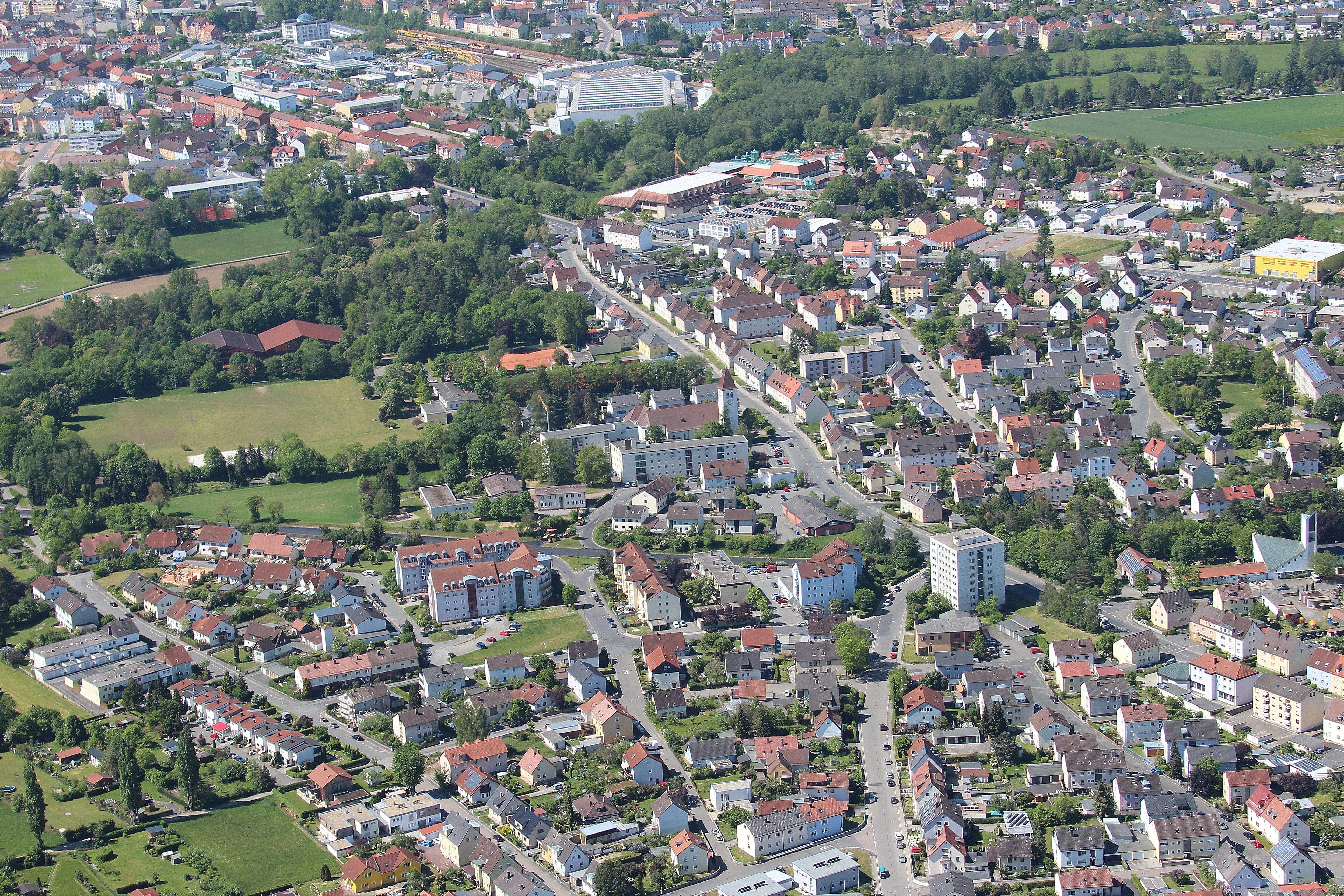
Hammerweg
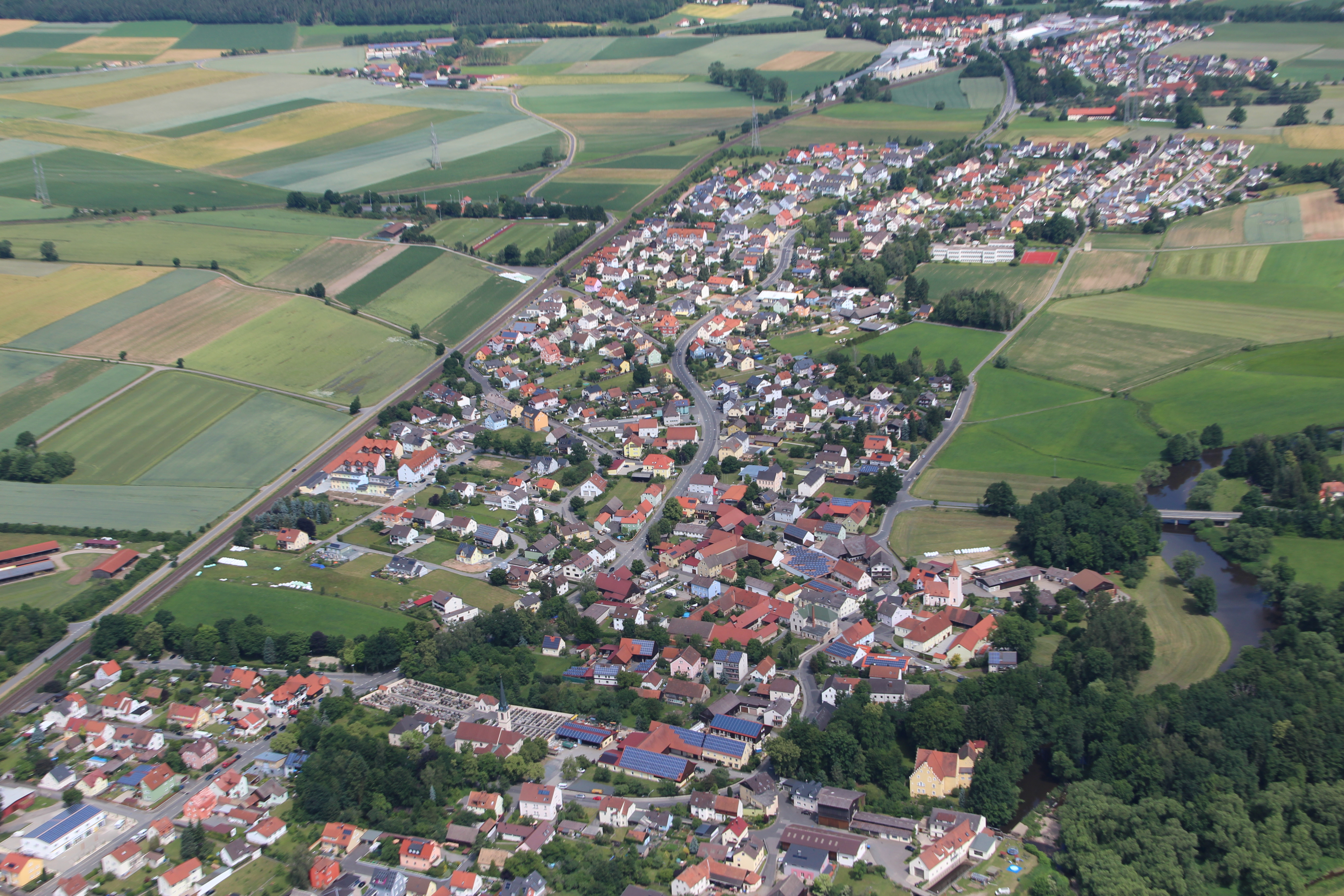
Rothenstadt

### Flächennutzung
Das Stadtgebiet Weidens besteht aus der eigentlichen Kernstadt und mehreren Eingemeindungen. Das Oberzentrum setzt sich aus neun Gemarkungen zusammen.
| Gemarkung         | Fläche in Hektar |
| ----------------- | ---------------- |
| Weiden i. d. OPf. | 3450             |
| Frauenricht       | 817              |
| Rothenstadt       | 686              |

| Gemarkung            | Fläche in Hektar |
| -------------------- | ---------------- |
| Neunkirchen b.Weiden | 528              |
| Muglhof              | 519              |
| Mallersricht         | 450              |

| Gemarkung      | Fläche in Hektar |
| -------------- | ---------------- |
| Matzlesrieth   | 325              |
| Schwarzenbach  | 201              |
| Manteler Forst | 77               |

| Fläche und Flächennutzung   | Fläche und Flächennutzung |
| --------------------------- | ------------------------- |
| Fläche in ha                | 7054                      |
| Siedlungsfläche in %        | 20,8                      |
| Verkehrsfläche in %         | 8,8                       |
| Landwirtschaftsfläche in %  | 34,2                      |
| Waldfläche in %             | 31,3                      |
| Wasserfläche in %           | 1,1                       |
| Fläche anderer Nutzung in % | 3,8                       |

## Geschichte
Der Name der Stadt leitet sich entweder von dem Vorkommen des Weidenbaumes (althochdeutsch wida, mittelniederdeutsch wide) oder von einem „Ort zum Weiden, Futter suchen“ (althochdeutsch weida, mittelhochdeutsch weitha) ab und bedeutet „Platz bei den Weiden oder Platz zum Weiden“.

### 13. bis 18. Jahrhundert

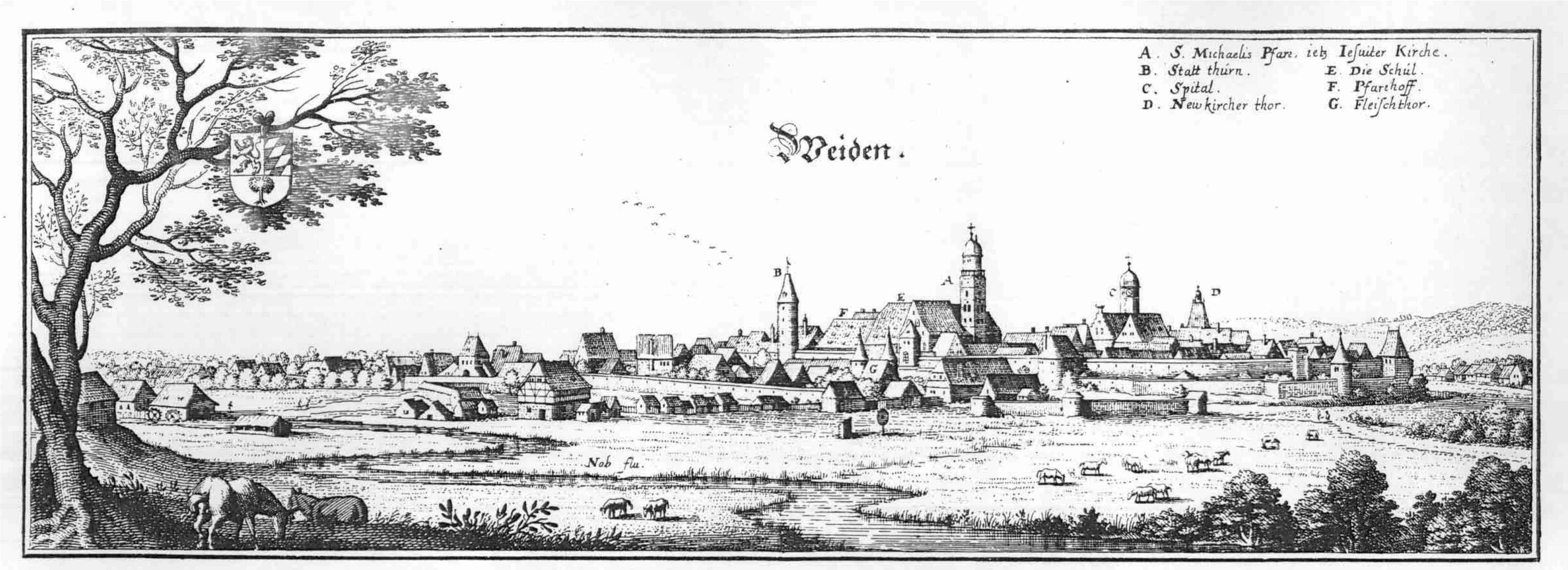
Ansicht von Merian 1665

Im Jahr 1241 wurde der Ortsname „bei den Weiden“ das erste Mal in einer Erbauseinandersetzung des Königs Konrad IV. mit den Vohburgern, Markgrafen des Nordgau, als „apud Weithaa“ erwähnt; es wird aber davon ausgegangen, dass bereits um das Jahr 1000 eine Ansiedlung bestand. Am Schnittpunkt zweier bedeutender Handelsstraßen gelegen, der Goldenen Straße in Ost-West-Richtung und der Magdeburger Straße von Süden nach Norden, entwickelte sich Weiden in der Oberpfalz schon bald als Handels- und Umschlagplatz. Zu Beginn des 14. Jahrhunderts war Weiden erst nach weniger Zeit mit der Planungsstadt zu einer Stadt herangewachsen. Die Stadt befand sich auf Reichsland und hatte einige Privilegien, welche auch Reichsstädte hatten. Als solche wurde auch Weiden dreimal erwähnt. Die Stadt war seit dem 15. Jahrhundert Sitz eines der sieben Gerichte des Gemeinschaftsamts Parkstein-Weiden, in denen der Parksteiner Landrichter zusammen mit zwölf Geschworenen in Fällen der hohen und niederen Gerichtsbarkeit urteilte. Das Veste Haus war der ehemalige Verwaltungssitz des Gemeinschaftsamtes Parkstein-Weiden, in welchem der „Landschreiber zu Weiden“ seinen Sitz hatte. Auch der „Rentmeister zu Weiden“ ist hier belegt. Von 1585 bis 1593 war Weiden die Residenz des Pfalzgrafen Friedrich. Im Jahr 1531 hatte Weiden in der Oberpfalz bereits 2200 Einwohner. Zwei Stadtbrände, der Dreißigjährige Krieg und die Pest brachten der Stadt Rückschläge, von denen sie sich erst am Ende des 18. Jahrhunderts erholte. Zwischen 1634 und 1635 und wiederum von 1648 bis 1650 war Weiden von schwedischen Truppen besetzt, zuletzt unter dem Heerführer Königsmarck. Ab 1714 gehörte der Ort vollständig zum Herzogtum Pfalz-Sulzbach, 1777 kam der Ort zu Kurbayern. Der eigentliche Aufschwung der Stadt begann 1863, als Weiden an das Eisenbahnnetz angeschlossen wurde. Mit der Ansiedlung bedeutender Glas- und Porzellanbetriebe wuchs die Einwohnerzahl, und um die Jahrhundertwende waren es bereits knapp 10.000 Einwohner.

### 19. und 20. Jahrhundert

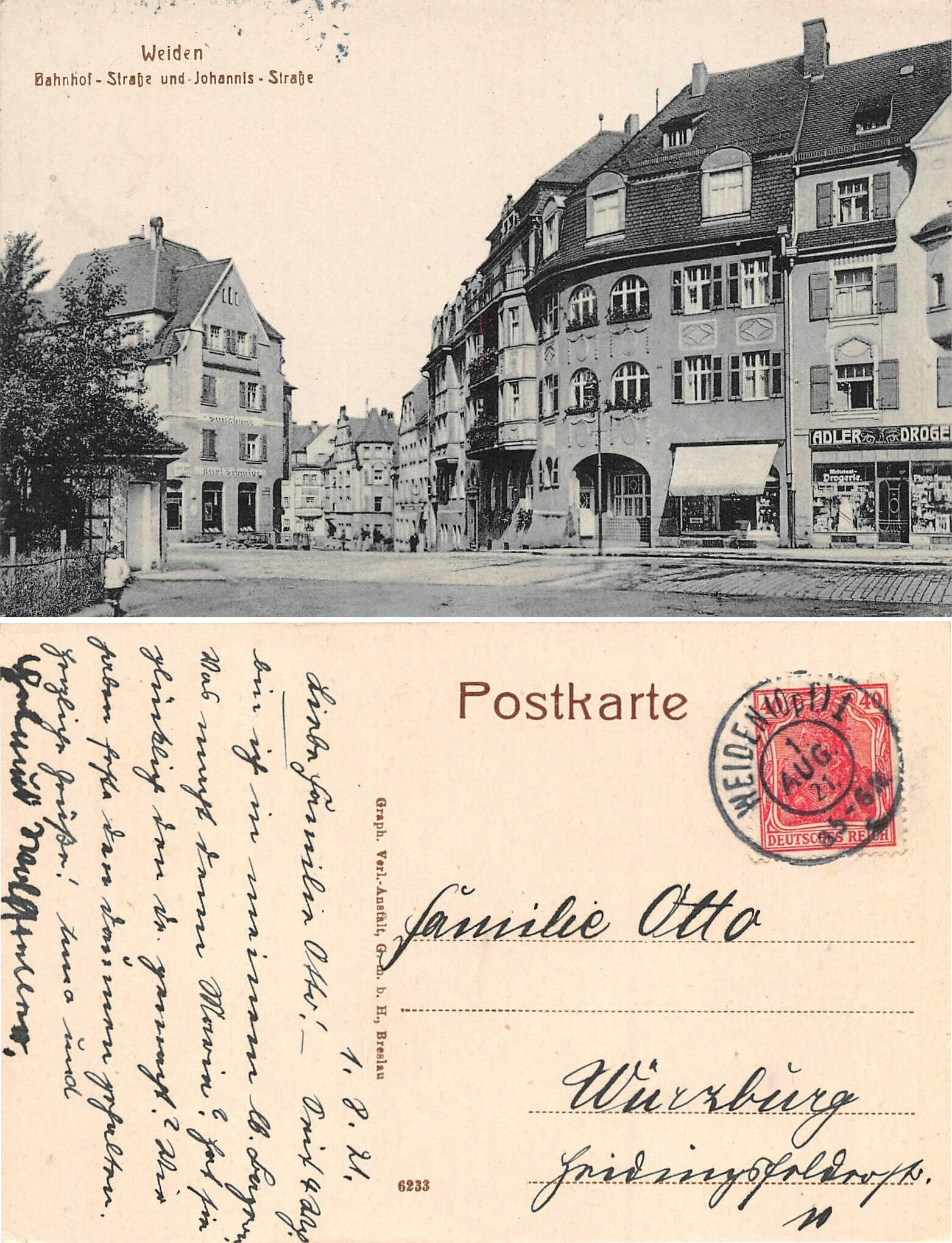
Ansichtskarte Bahnhofstraße 1921

Im Jahr 1856 wurde seitens der Stadt konkrete Forderungen nach einer Eisenbahnanbindung nach Weiden formuliert. Nach langen Verhandlungen und intensiven Bemühen wurde 1860 schließlich der Bau der Eisenbahnstrecke Schwandorf-Weiden-Bayreuth durch den bayerischen Landtag beschlossen. Im Jahr 1863 erreichte der erste Personenzug Weiden auf der neu fertiggestellten Bahnstrecke Regensburg–Weiden. In den kommenden Jahren folgten weitere Streckenverbindungen nach Eger, Nürnberg, Tirschenreuth sowie Eslarn, Kirchenthumbach und Erbendorf.
Während die Industrialisierung in Weiden zunächst eher zögerlich begann, wurde mit der Errichtung der Porzellanfabrik der Gebrüder August und Conrad Bauscher im Jahr 1881 der erste große Industriebetrieb in Weiden etabliert. Auf deren hochrangigen Erfolg folgten später weitere bedeutende Betriebe wie die Glashütte Moosbürg und die Porzellanfabrik Seltmann. Das königliche Eisenbahn-Ausbesserungswerk (EAW), welches 1896 seinen Betrieb als „königliche Centralwerkstätte“ aufnahm, prägte die Entwicklung der Stadt ebenfalls entscheidend zu einem großen Anteil mit.
Im Zuge des wirtschaftlichen Aufstiegs und großen Zuzuges verzeichnete Weiden ein im Vergleich zu anderen ähnlich großen Städten enormes Bevölkerungswachstum. Um den Altstadtkern herum wurden gänzliche neue stattliche Wohnviertel errichtet, die das Stadtbild bis heute entscheidend prägen.
Am 1. Januar 1919 wurde die Stadt kreisfrei durch die Verfügung des ersten republikanischen Ministerpräsidenten Kurt Eisner (USPD) vom 17. Dezember 1918.

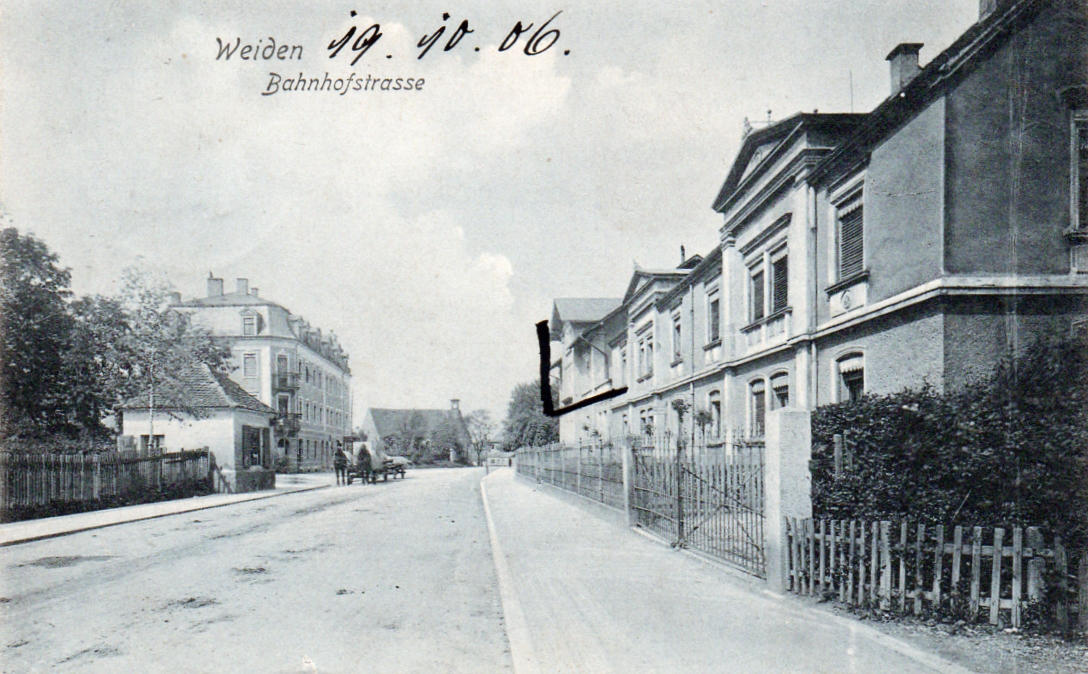
Bahnhofstraße 1906
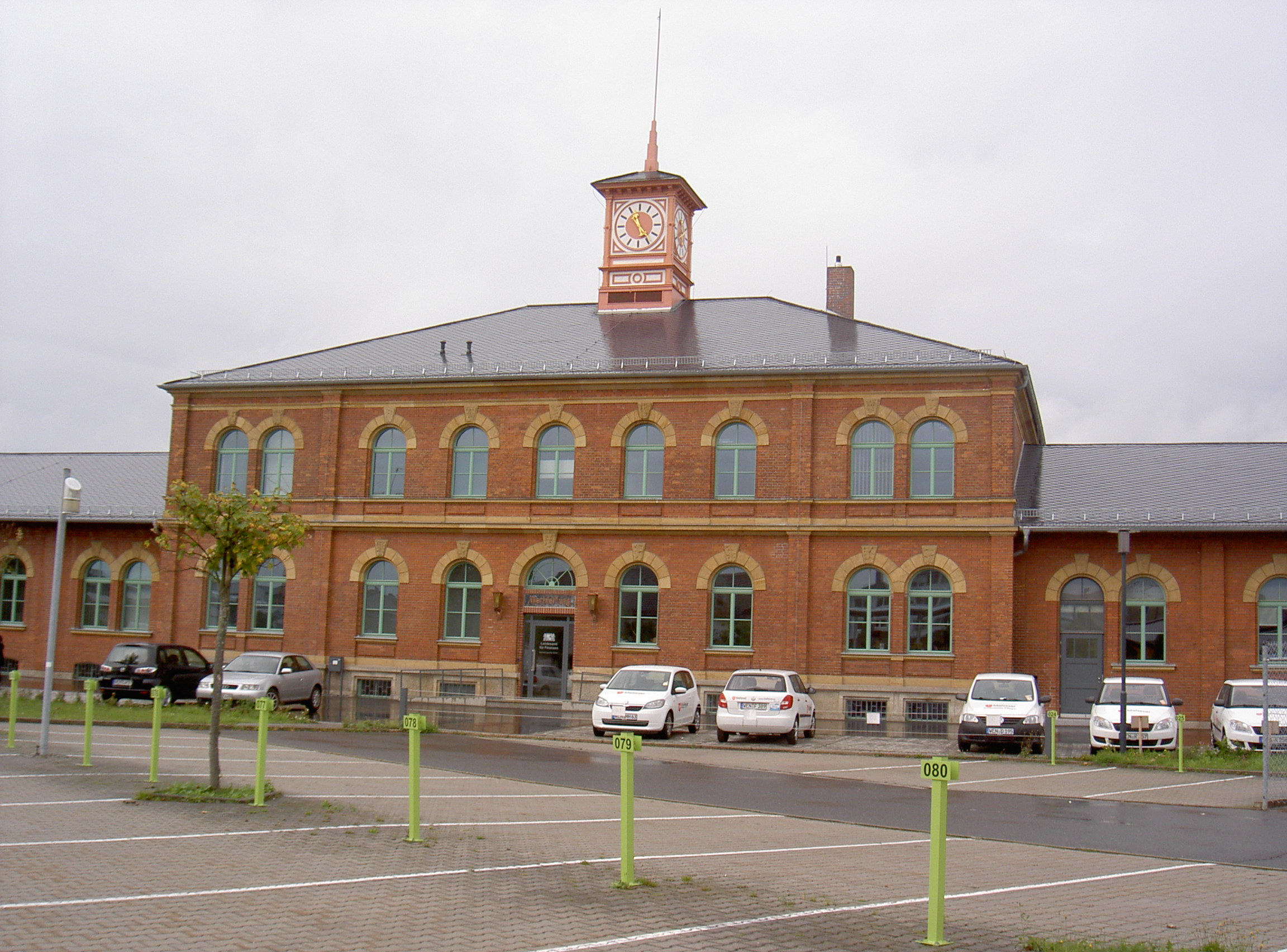
Ehemaliges EAW-Hauptgebäude
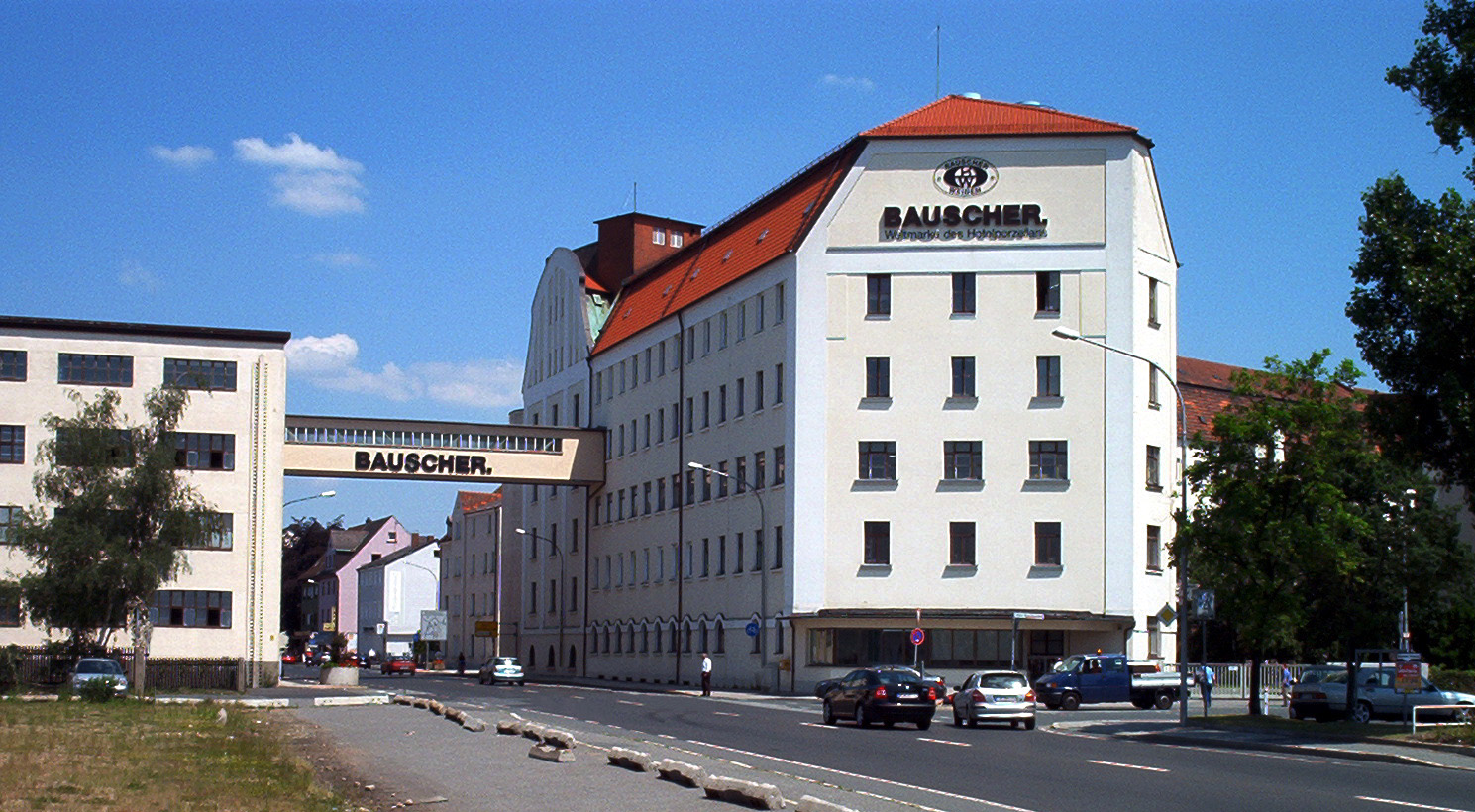
Porzellanfabrik Bauscher

### Zweiter Weltkrieg bis Gegenwart
Während des Zweiten Weltkriegs befand sich neben einer Kaserne der Wehrmacht im Westen der Stadt das Kriegsgefangenen- und Straflager Stalag XIIIB. Die zwischen 1940 und 1945 ums Leben gekommenen französischen und sowjetischen Kriegsgefangenen und Zwangsarbeiter wurden in eine Grabanlage auf dem Stadtfriedhof an der Gabelsbergerstraße umgebettet. Von 1938 bis 1945 befand sich im nahegelegenen Flossenbürg das KZ Flossenbürg.
Zum Ende des Zweiten Weltkrieges, am 5. April 1945, wurde Weiden wieder von Tieffliegern angegriffen. 15 Flugzeuge bombardierten das Gebiet zwischen Wasserwerk und Friedhof mit 51 Spreng- und über 1000 Brandbomben. Dem Kriegstagebuch der 8th Air Force kann man entnehmen, dass Weiden an diesem Tag von 30 B-17 „Flying Fortress“ mit 94,3 Tonnen Bomben angegriffen worden ist. Am 16. April 1945 um 8.30 Uhr nahmen amerikanische Flieger den Bahnhof unter Beschuss, dabei explodierte ein Güterzug mit hochexplosivem Sprengstoff. 60 Menschen kamen durch die Explosion ums Leben. In der Nacht vom 22. April 1945 zog sich die Wehrmacht aus Weiden zurück, damit war der Krieg für die Stadt zu Ende.
Zwischen 1945 und 1955 stieg die Einwohnerzahl durch den Zuzug von Flüchtlingen und Heimatvertriebenen auf über 40.000. Weiden hat diesen Zuwachs gehalten, die Wirtschaftskraft und Infrastruktur ausgebaut. Der Sender Weiden in der Oberpfalz wurde 1956 stillgelegt.
Seit 1989 profitiert Weiden von der Deutschen Wiedervereinigung und der Öffnung der Grenze zwischen Deutschland und Tschechien, durch die es aus seiner Randlage befreit wurde. Schwere Schläge erlebte die Fußgängerzone, als erst das Kaufhaus Dänner und dann auch noch das Kaufhaus Hertie schlossen. Gut zehn Jahre vergingen durch die Planung, eine abgesprungene Investorengruppe und schließlich Fertigstellung, bis das neue Einkaufszentrum Nordoberpfalz-Center 2019 eröffnet wurde.

### Eingemeindungen
Am 1. Januar 1914 wurde die Gemeinde Moosbürg mit den Gemeindeteilen Moosbürg, Ermersricht, Fichtenbühl und Leihstadtmühle eingemeindet. Am 1. Februar 1915 folgten die Gemeindeteile Tröglersricht und Zollhaus der ehemaligen Gemeinde Edeldorf.

Wappen von Rothenstadt

Am 1. Juli 1972 erfolgten die folgenden Eingemeindungen:
- Gemeinde Frauenricht[11] mit den Gemeindeteilen Frauenricht, Halmesricht, Latsch und Spitalöd
- Gemeinde Muglhof[11] mit den Gemeindeteilen Muglhof, Matzlesrieth (im Jahr 1938 eingegliedert), Mitterhöll, Unterhöll, Oedenthal und Trauschendorf
- Gemeinde Neunkirchen b.Weiden[11] mit den Gemeindeteilen Neunkirchen, Brandweiher und Wiesendorf

Am 1. Mai 1978 kamen die Gemeinde Rothenstadt mit den Gemeindeteilen Rothenstadt, Maierhof, Mallersricht (am 1. Juli 1972 eingegliedert), Neubau, Ullersricht und der Gemeindeteil Moosöd der Gemeinde Altenstadt a.d.Waldnaab hinzu.
Am 1. November 2006 erfolgte die Eingemeindung von 202 ha aus dem gemeindefreien Gebiet „Manteler Forst“ wegen des Neubaus eines Logistikzentrums.

## Bevölkerung

### Einwohnerentwicklung von 1900 bis 2019

Einwohnerentwicklung von Weiden von 1900 bis 2018 nach nebenstehender Tabelle

Durch den Dreißigjährigen Krieg halbierte sich Weidens Einwohnerzahl von 3600 auf nun 1800. Von diesem Schwund konnte sich die Stadt erst Anfang des 19. Jahrhunderts wieder erholen. Im Jahr 1901 wurden 10.000 Einwohner erreicht. Kurz nach dem Ersten Weltkrieg hatte sich die Einwohnerzahl bereits verdoppelt. In der Nachkriegszeit kamen über 10.000 Flüchtlinge nach Weiden, weshalb auch hier ein rasanter Anstieg zu verzeichnen war. Etwa seit 1960 sind die Einwohnerzahlen konstant. Nach einem leichten Rückgang bis 2012 steigen sie nun, vor allem wegen Zuwanderung, wieder leicht an.

### Konfessionsstatistik
Laut der Volkszählung 1987 waren damals 77,5 % der Einwohner von Weiden in der Oberpfalz römisch-katholisch, 18,8 % evangelisch und 3,7 % waren konfessionslos, gehörten einer anderen Religionsgemeinschaft an oder machten keine Angabe. Laut der Zensus 2011 waren im Jahr 2011 63,0 % römisch-katholisch, 18,3 % der Einwohner evangelisch und 18,7 % waren konfessionslos, gehörten einer anderen Religionsgemeinschaft an oder machten keine Angabe. Die Zahl der Protestanten und Katholiken ist seitdem weiter gesunken und die Zahl der Einwohner mit sonstiger Konfession oder ohne Konfession nimmt seit 2011 jährlich um etwa 1 % zu. Derzeit (Stand Ende 2020) sind von den 43.564 Einwohnern mit Hauptwohnsitze 55,2 % (24.053) römisch-katholisch, 15,7 % (6.844) evangelisch und 29,1 % gehören entweder einer anderen Religion an oder sind konfessionslos.

### Religionen

#### Christentum
Römisch-katholische Kirche
- Pfarrei St. Josef

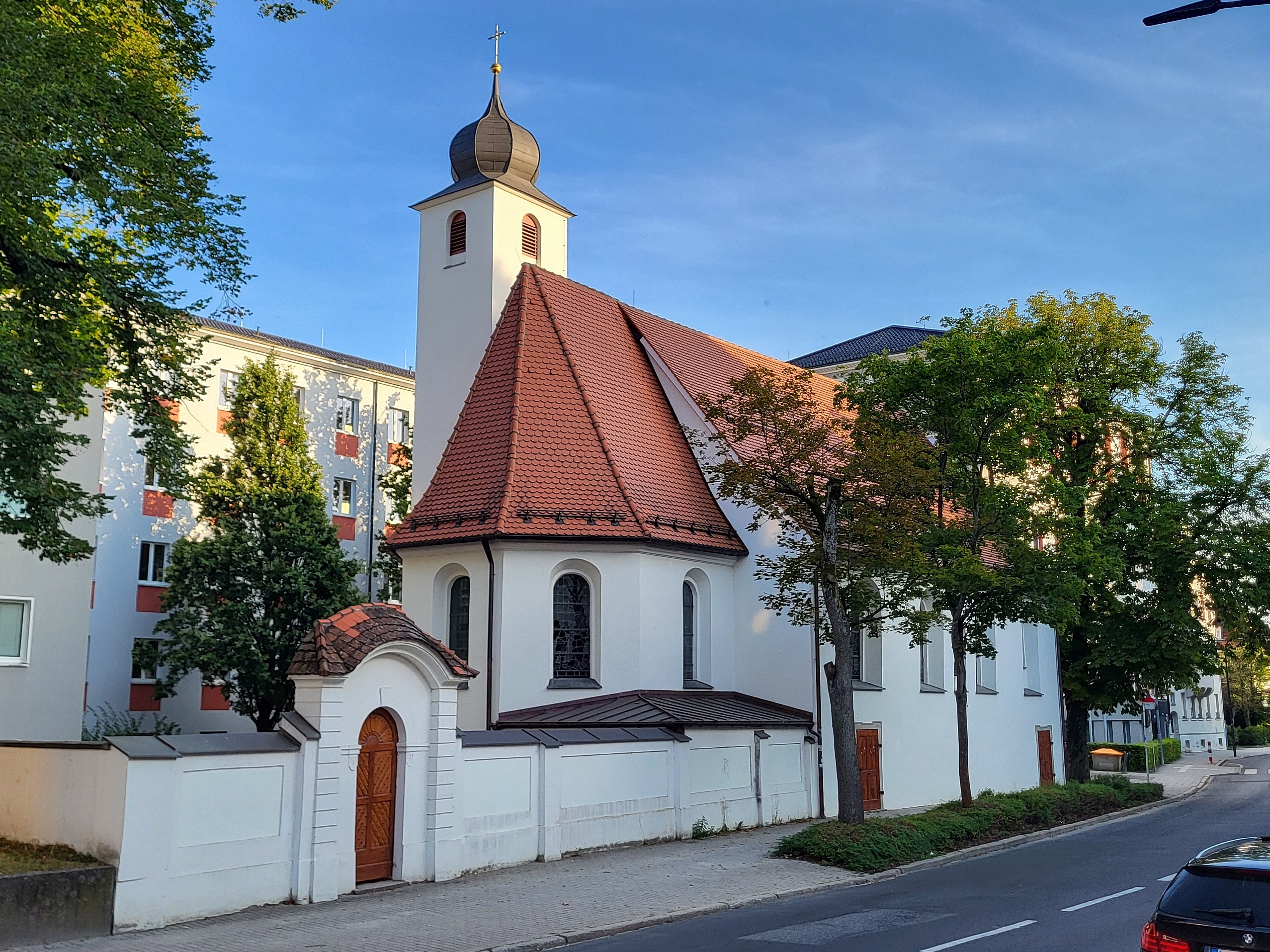
St. Sebastian, älteste katholische Kirche Weidens

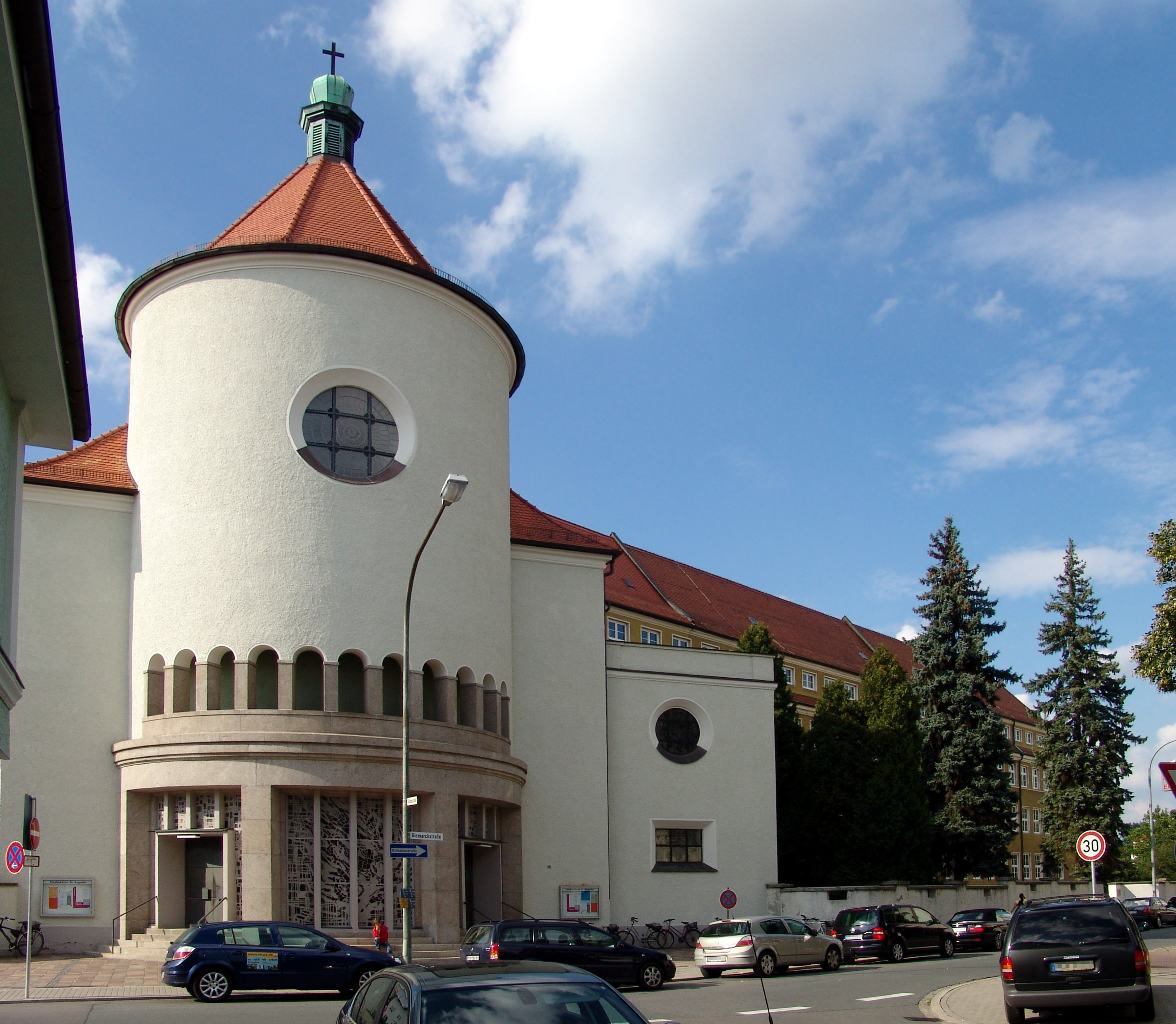
Ehemalige Kirche St. Augustin und aufgelöstes Kloster mit Studienseminar

- Pfarreiengemeinschaft Pfarrei Herz Jesu, Pfarrei St. Johannes
- Pfarreiengemeinschaft Pfarrei St. Elisabeth, Pfarrei Maria Waldrast
- Pfarrei St. Konrad
- Pfarrei St. Dionysius
- Pfarrei St. Marien Rothenstadt

Evangelische Kirche
- Pfarrei St. Michael
- Pfarrei St. Markus
- Pfarrstelle Kreuz Christi
- Pfarrstelle Martin-Schalling-Haus
- Pfarrstelle Weiden-Ost
- Pfarrei Neunkirchen
- Pfarrei St. Bartholomäus Rothenstadt

Evangelische Freikirchen
- Adventgemeinde
- Freie Evangeliumsgemeinde
- Freie Christengemeinde
- Gemeinde Weg des Lebens

Sonstige Freikirchen, die nicht der „Arbeitsgemeinschaft christlicher Kirchen“ angehören
- Neuapostolische Kirche (Weiden)
- Jehovas Zeugen Weiden

Kirchliche Jugendarbeit findet in der Evangelischen Jugend Weiden, der Katholischen Jugendstelle Weiden und in der Neuapostolischen Kirche Weiden statt.

#### Judentum

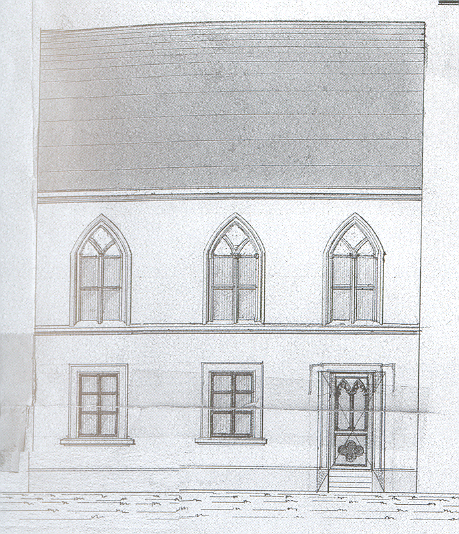
Bauzeichnung der Synagoge (1899)

In Weiden gibt es eine jüdische Gemeinde.
Ihre Synagoge befindet sich in der Ringstraße.
Der alte jüdische Friedhof liegt an der Bahnstrecke Weiden–Oberkotzau in der Sperlingstraße.
Da er voll belegt ist, wurde ein neuer jüdischer Friedhof auf dem Gelände des Weidener Waldfriedhofs angelegt.
In der Konrad-Adenauer-Anlage neben der Josefskirche befindet sich seit 1989 ein Gedenkstein für die 34 Weidener Juden, die während der Herrschaft des Nationalsozialismus in Konzentrationslagern ermordet wurden.
Der Gedenkstein wurde von Max Fischer aus Neustadt an der Waldnaab geschaffen.
Im Jahre 2000 kam es zu einer Reihe von antisemitischen Straftaten. Dabei wurde das Mahnmal gegen Rassenwahn und das Gemeindezentrum mit Farbe beschmiert, Fenster der Synagoge sowie Schaufenster eines Geschäfts mit Steinen eingeworfen. Zudem wurde die Gemeinde wiederholt durch Briefe und Postkarten mit antisemitischen Nachrichten bedroht und beleidigt. Der Oberbürgermeister Hans Schröpf (CSU) leugnete eine Verbindung zur rechten Szene und sprach von „hässlichen Ereignissen“ durch Chaoten. Zudem versuchte er Berichterstattung über diese Vorgänge im ZDF zu verhindern. Die Weidener Polizei hingegen bestätigte die Anwesenheit von 80 Rechtsextremisten im Raum Weiden und bewachte einige Zeit lang unter anderem die Synagoge und den jüdischen Friedhof.

#### Islam
- Arabisch-Deutsche Moschee – Deutschsprachiger Muslimenkreis in Weiden e. V.
- Islamisches Zentrum Weiden
- Selimiye Camii – Bildung und Kultur Weiden e. V.
- Yeni Cami

## Politik

### Stadtrat
- Linke: 1
- SPD: 10
- Grüne: 4
- FDP: 2
- FWW: 2
- BLW: 4
- ÖDP: 1
- CSU: 14
- AfD: 2

Der Stadtrat in Weiden besteht aus 40 Mitgliedern, die den Titel „Stadträtin“ / „Stadtrat“ tragen. Sie werden alle sechs Jahre neu gewählt. Die neueste Wahl fand am 15. März 2020 statt. Dabei kam es zu den Ergebnissen, die in den Diagrammen dargestellt sind.

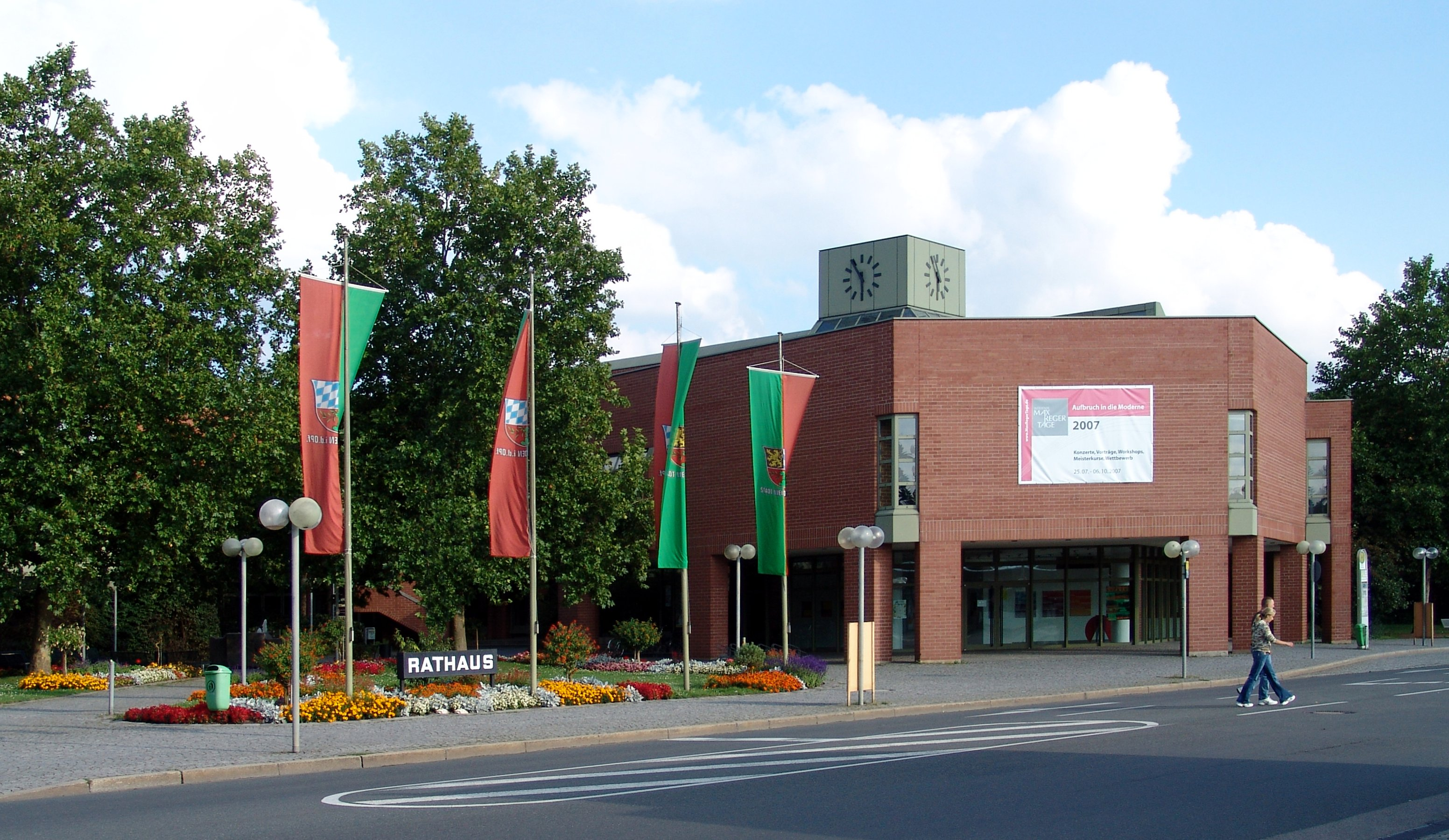
Neues Rathaus

### Oberbürgermeister
Am 1. September 2007 übernahm Kurt Seggewiß (SPD) das Amt des Oberbürgermeisters von Hans Schröpf (CSU). Nach zwei Verurteilungen wegen Untreue und Steuerhinterziehung zum Vorteil der Stadtverwaltung trat Hans Schröpf aus gesundheitlichen Gründen von seinem Amt zurück, so dass es zu einer vorgezogenen Oberbürgermeisterwahl kam. Hier setzte sich Kurt Seggewiß in der Stichwahl gegen den amtierenden Bürgermeister Lothar Höher (CSU) mit 58,37 % der Stimmen durch.
Bereits 2017 erklärte Seggewiß, nicht erneut kandidieren zu wollen. Bei den Kommunalwahlen 2020 errang mit Jens Meyer erneut ein SPD-Kandidat das Amt. Meyer setzte sich in der Stichwahl mit 51,3 % der Stimmen gegen Benjamin Zeitler (CSU) durch.
Bedeutende Oberbürgermeister vor 1933
- Melchior Probst (1884–1934), ab 1919 zweiter rechtskundiger Bürgermeister, von 1929 bis 1933 erster rechtskundiger Bürgermeister, der Namensgeber der Bürgermeister-Probst-Straße ist.

Oberbürgermeister seit 1933
- 1933–1945: Hans Harbauer, NSDAP (vom Stadtrat gewählt)
- 1945: Josef Schnurrer, parteilos (kommissarisch)
- 1945–1948: Franz Joseph Pfleger, CSU (kommissarisch, ab 1946 vom Stadtrat gewählt)
- 1948–1951: Karl Heilmann, CSU (vom Stadtrat gewählt)
- 1951–1952: Philipp Karl, CSU (vom Stadtrat gewählt)
- 1952–1970: Hans Schelter, SPD (Erste Direktwahl)
- 1970–1976: Hans Bauer, SPD
- 1976–2007: Hans Schröpf, CSU
- 2007–2020: Kurt Seggewiß, SPD
- seit 2020: Jens Meyer, SPD

### Wappen
| Wappen von Weiden in der Oberpfalz | Blasonierung: „Geteilt und oben gespalten; vorne in Schwarz ein rot gekrönter, rot bewehrter goldener Löwe, hinten die bayerischen Rauten; unten in Rot auf grünem Dreiberg eine grüne Weide.“            |
| Wappen von Weiden in der Oberpfalz | Wappenbegründung: Der Pfälzer Löwe und die bayerischen Rauten erinnern an die frühere Herrschaft der Wittelsbacher. Der Weidenbaum auf einem grünen Dreiberg ist das namengebende Wappensymbol der Stadt. |

### Städtepartnerschaften und Patenschaften
Städtepartnerschaften

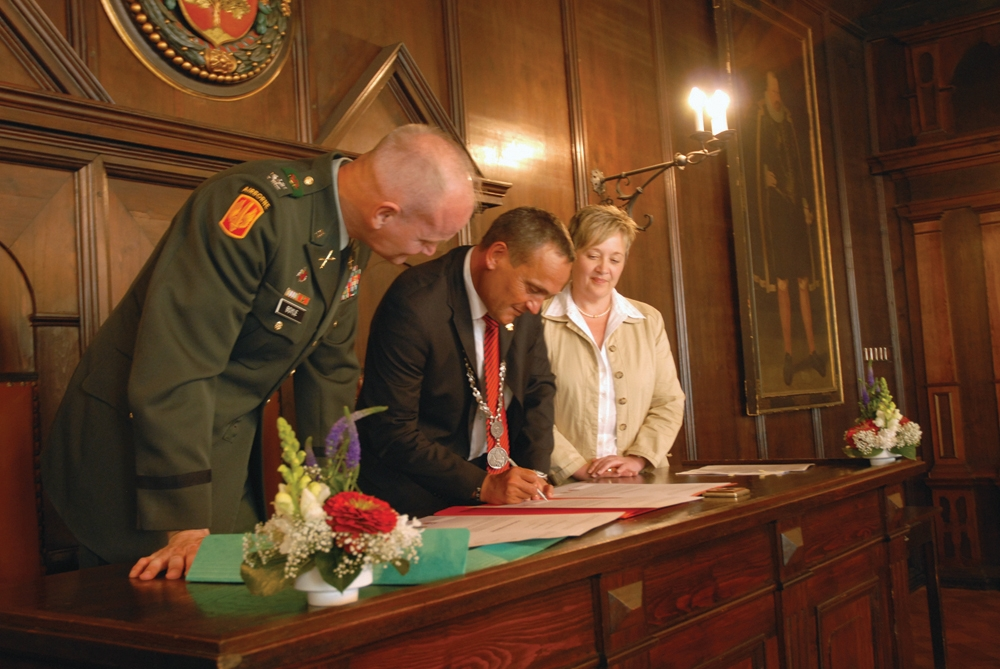
Oberbürgermeister Kurt Seggewiß (m.) und Colonel Brian Boyle (l.), US-Kommandeur der Garnison Grafenwöhr bei der Unterzeichnung der Städtepartnerschaft im Mai 2008

- Issy-les-Moulineaux, Frankreich, seit 1962 (erste Begegnungen 1954)
- Macerata, Italien, seit 1963 (erste Begegnungen 1954)
- Weiden am See, Österreich, seit 1969
- Annaberg-Buchholz, Deutschland, seit 1990
- Mariánské Lázně (Marienbad), Tschechien, seit 2008

Partnerschaft
- U. S. Army Garrison, Truppenübungsplatz Grafenwöhr auf dem Gemeindegebiet der Stadt Grafenwöhr, seit Mai 2008

Patenschaften
- seit 1956: für die vertriebenen Sudetendeutschen des Heimatkreises Tachau
- von 1971 bis 1991 schnelles Minensuchboot Skorpion
- Minenjagdboot Weiden Außerdienststellung im Juni 2006
- Lufthansa Boeing 737-300 D-ABEF Weiden in der Oberpfalz (1992–2016)
- Artilleriebataillon 131, Major-Radloff-Kaserne, früher Ostmark-Kaserne in Weiden
- DB-Triebwagen 610 018/518 „Stadt Weiden“ (1996–2013)
- Deutscher Alpenverein – Sektion Weiden mit Weidener Hütte, Tirol seit 16. November 2009
- Lufthansa Airbus A320-200 D-AIWK Weiden in der Oberpfalz, seit 2019

## Kultur und Sehenswürdigkeiten

### Theater
Nach dem Zweiten Weltkrieg wurden Städte wie Weiden, die kein eigenes Theater unterhielten, von Städtebund- und Landestheatern mit Bühnenaufführungen versorgt. Weiden wurde ab den 1950er Jahren vom Städtebundtheater Hof bespielt. In den 60er Jahren liefen die immer bedeutender werdenden Tourneetheater diesen Theaterunternehmen den Rang ab.
In Weiden hat die Buch- und Kunsthandlung Hubert Schlegl zwischen 1968 und 1970 erste Tourneetheateraufführungen organisiert.
Neu war, dass damit ständig wechselnde Ensembles mit zwei bis vier Stars an der Spitze in die Stadt kamen.
1970/71 wurde unter dem Veranstalternamen Kleine Bühne erstmals eine ganze Spielzeit mit fünf Theateraufführungen angeboten.
Bis 1991 diente das Josefshaus und seine mit Mitteln der Kleinen Bühne laufend verbesserte Bühne als Spielort. Seither steht der Kleinen Bühne die Bühnenanlage der Max-Reger-Halle für ihre Veranstaltungen zur Verfügung.
Mit der Spielzeit 2010/2011 ist das Landestheater Oberpfalz mit Gastspielen und Eigenproduktionen in der Max-Reger-Halle und auf der Kammerbühne der Regionalbibliothek zu sehen.

### Museen

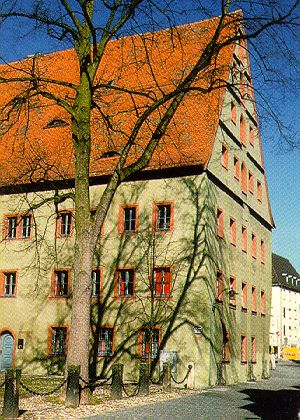
Altes Schulhaus, beherbergt heute das Stadtmuseum

- Internationales Keramik-Museum Weiden, Zweigmuseum der Neuen Sammlung
- Stadtmuseum im Kulturzentrum Hans Bauer

Die traditionelle Bezeichnung Altes Schulhaus rührt daher, dass seit dem 16. Jahrhundert sowohl die Deutsche Schule, als auch die Lateinschule dort untergebracht waren. Heute ist neben dem Stadtmuseum und der Max-Reger-Sammlung die Galerie im Alten Schulhaus mit Wechselausstellungen einheimischer Künstler in dem Gebäude untergebracht. Auch das Stadtarchiv befindet sich in diesem Haus.
- Tachauer Heimatmuseum in Weiden im Kulturzentrum
- Eisenbahnmuseum des Modelleisenbahnclub Weiden e. V.
- Galerie Hammer-Herzer
- Max-Bresele-Museum

### Bibliothek

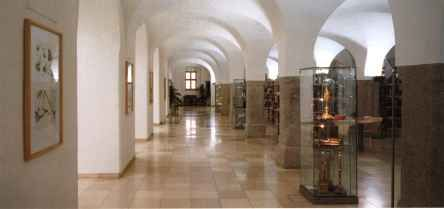
Regionalbibliothek Weiden

- Regionalbibliothek im Waldsassener Kasten

Das Verwaltungsgebäude mit Getreidespeicher des Zisterzienserordens des Klosters Waldsassen aus dem 18. Jahrhundert beherbergt heute in einem 2260 m² großen lichtdurchfluteten Lesesaal die Bibliothek. Als weiteres Verwaltungsgebäude wird der benachbarte, über 400 Jahre alte Flurerturm, ein Teil der ehemaligen Stadtbefestigung, genutzt.
Im Einzugsgebiet der grenzübergreifenden Regionalbibliothek leben etwa 300.000 Menschen, darunter zahlreiche Leser aus Tschechien. Der Medienbestand umfasst über 120.000 Bücher, Kassetten, CDs, Videos, DVDs, CD-ROMs, Zeitungen und Zeitschriften.

### Musik
- Weidener Max-Reger-Tage[25]

Veranstaltungen, Meisterkurse und Wettbewerb: Förderpreis der Weidener Max-Reger-Tage
- Weidener Meisterkonzerte[26]

Der Verein (früher: Förderverein für Kammermusik) veranstaltet seit 1961 fünf bis sechs Konzerte mit international renommierten Musikern, seit 1992 in der Max-Reger-Halle.

### Bauwerke

#### Profanbauwerke

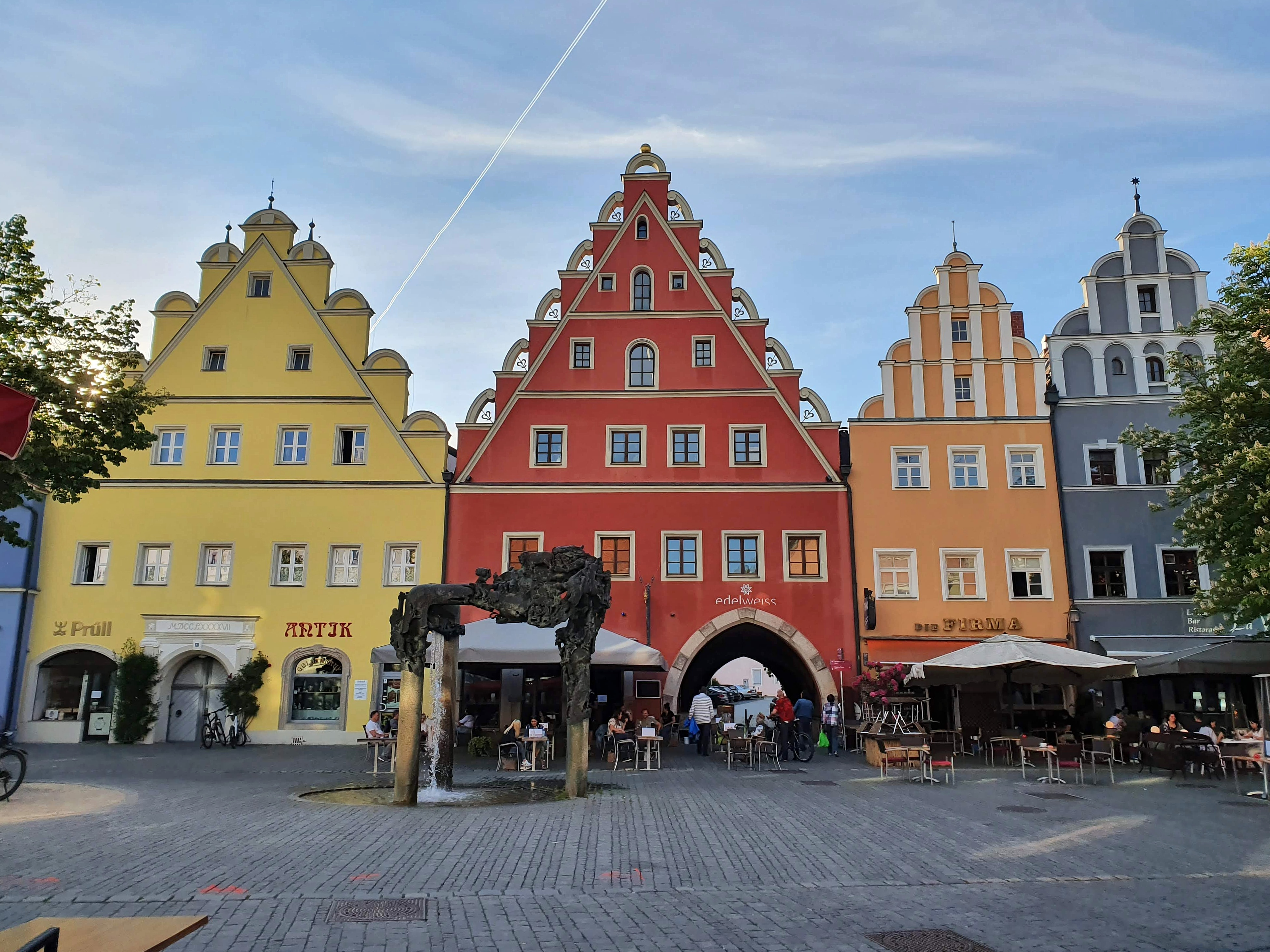
Unterer Marktplatz

Der Marktplatz erstreckt sich zwischen dem Oberen und dem Unteren Tor. Dazwischen liegt das Alte Rathaus. Der Obere Markt mit seinen Giebelhäusern aus der Zeit nach 1540 erstreckt sich zwischen dem Oberen Tor und dem Alten Rathaus. Zwischen dem Alten Rathaus und dem Unteren Tor befindet sich der Untere Markt, der als Standort der vier großen Jahrmärkte, die schon seit 1396 überliefert sind, und des Mittwoch und Samstag stattfindenden Wochenmarkts dient. Viele Bürgerhäuser tragen Stilmerkmale der Renaissance.

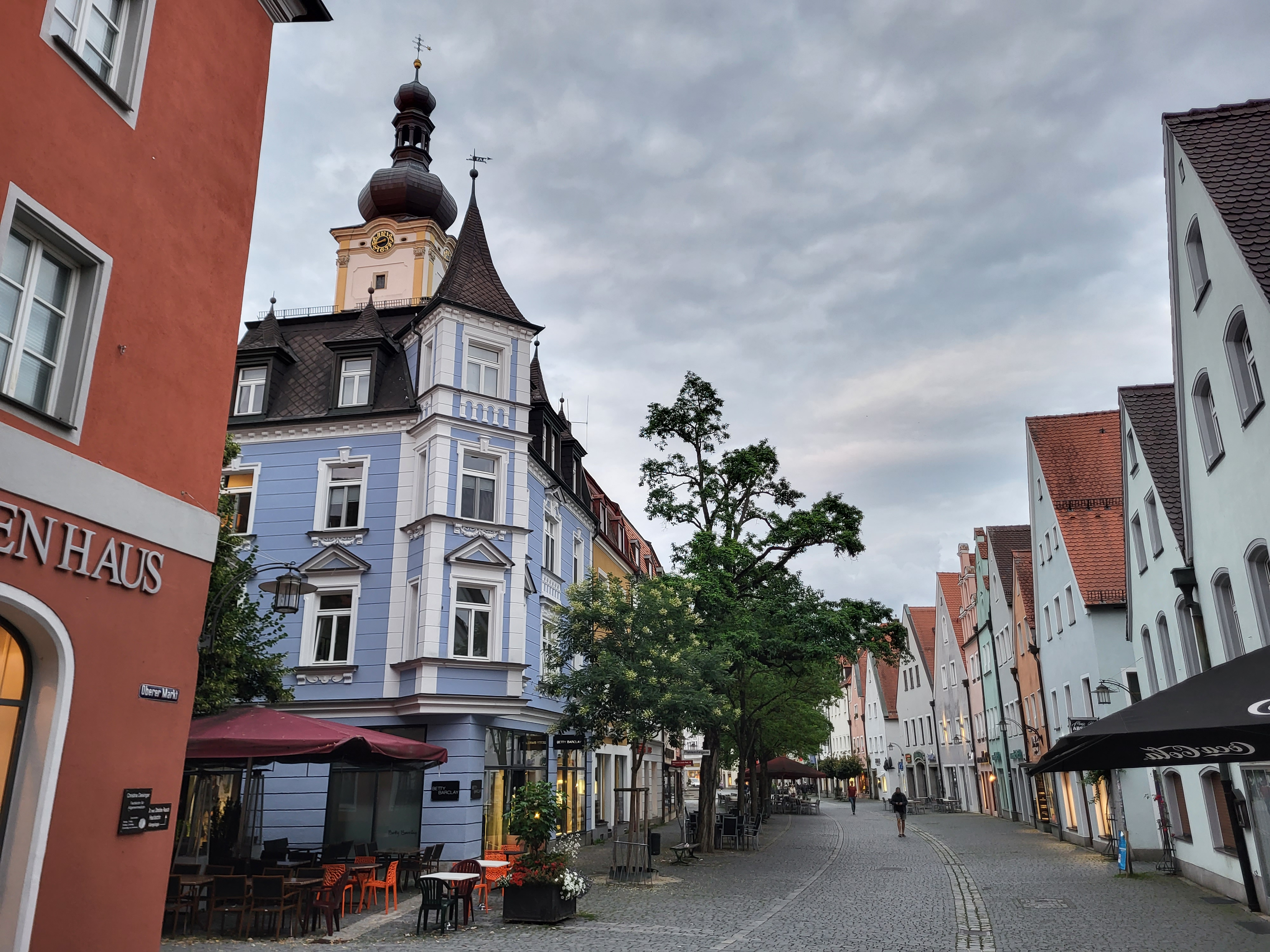
Oberer Markt

Das Alte Rathaus wurde von dem Baumeister Hans Nopl, dem Zimmermeister Hans Stieber und dem Steinmetz Andreas Falk von 1539 bis 1545 erbaut. 1914 bis 1917 wurde es umgebaut. Das Glockenspiel wurde der Stadt im Jahr 1983 geschenkt. Im Erdgeschoss des Rathauses wurden seit 1981 wie in früheren Zeiten wieder Ladengeschäfte eingerichtet. Die Balkendecke im großen Sitzungssaal ist eine gute handwerkliche Arbeit des 16. Jahrhunderts. Das Alte Rathaus war früher nicht nur Verwaltungsgebäude, sondern auch Mittelpunkt des gesellschaftlichen Lebens der Stadt. Dort fanden viele Theater- und Tanzveranstaltungen statt. Heute wird dort einmal jährlich eine Stadtratssitzung abgehalten. Auch Trauungen sowie besondere Empfänge finden in diesem historischen Gebäude statt.
Das Kulturzentrum Hans Bauer im Alten Schulhaus beherbergt das Stadtmuseum, das Stadtarchiv, die Max-Reger-Zimmer, die Städtische Galerie und das Tachauer Heimatmuseum mit Erinnerungsstücken des Patenkreises und der Stadt Tachau in Böhmen. Das Gebäude wurde 1529 als Getreidekasten von den Weidener Tuchmachern erbaut. Der Stadtbrand zerstörte 1536 das Haus bis auf die Grundmauern. Nach dem Neubau 1565 wurden die Lateinschule und die Deutsche Schule dort untergebracht. Daher rührt auch die traditionelle Bezeichnung Altes Schulhaus. Das Gebäude wurde von 1975 bis 1979 grundlegend restauriert.

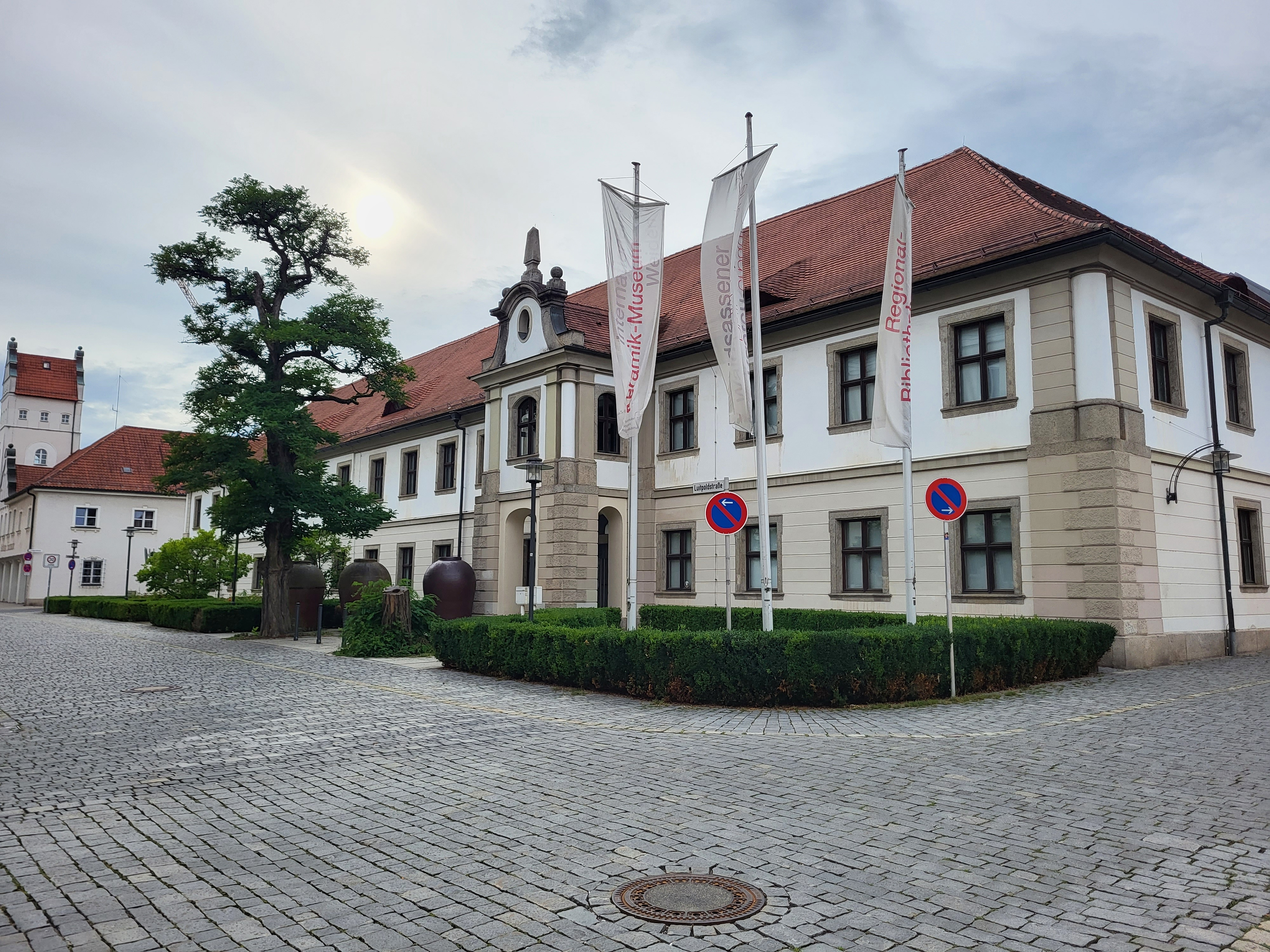
Waldsassener Kasten

In dem 1739 bis 1742 von dem Barockbaumeister Frater Philipp Muttone erbauten Waldsassener Kasten befindet sich seit 1990 das Internationale Keramikmuseum. Dort befinden sich eine ständige Ausstellung der Staatlichen Bayerischen Museen und Exponate aus der heimischen Porzellanindustrie. Auch die Regionalbibliothek ist in diesem Gebäude untergebracht.
Eine Besonderheit in Weiden stellt das optisch erhaltene und eher profane Simultaneum an der ehemaligen Marienapotheke dar. Hier gibt es zwei heute noch gekennzeichnete Eingänge, die als das „katholische Türl“ und das „evangelische Türl“ bezeichnet werden. Dies diente zwar nicht der direkten Separation der Kunden, sondern eher der Vermeidung von Zwistigkeiten.

#### Alte Stadtmauer, Tore und Flurerturm

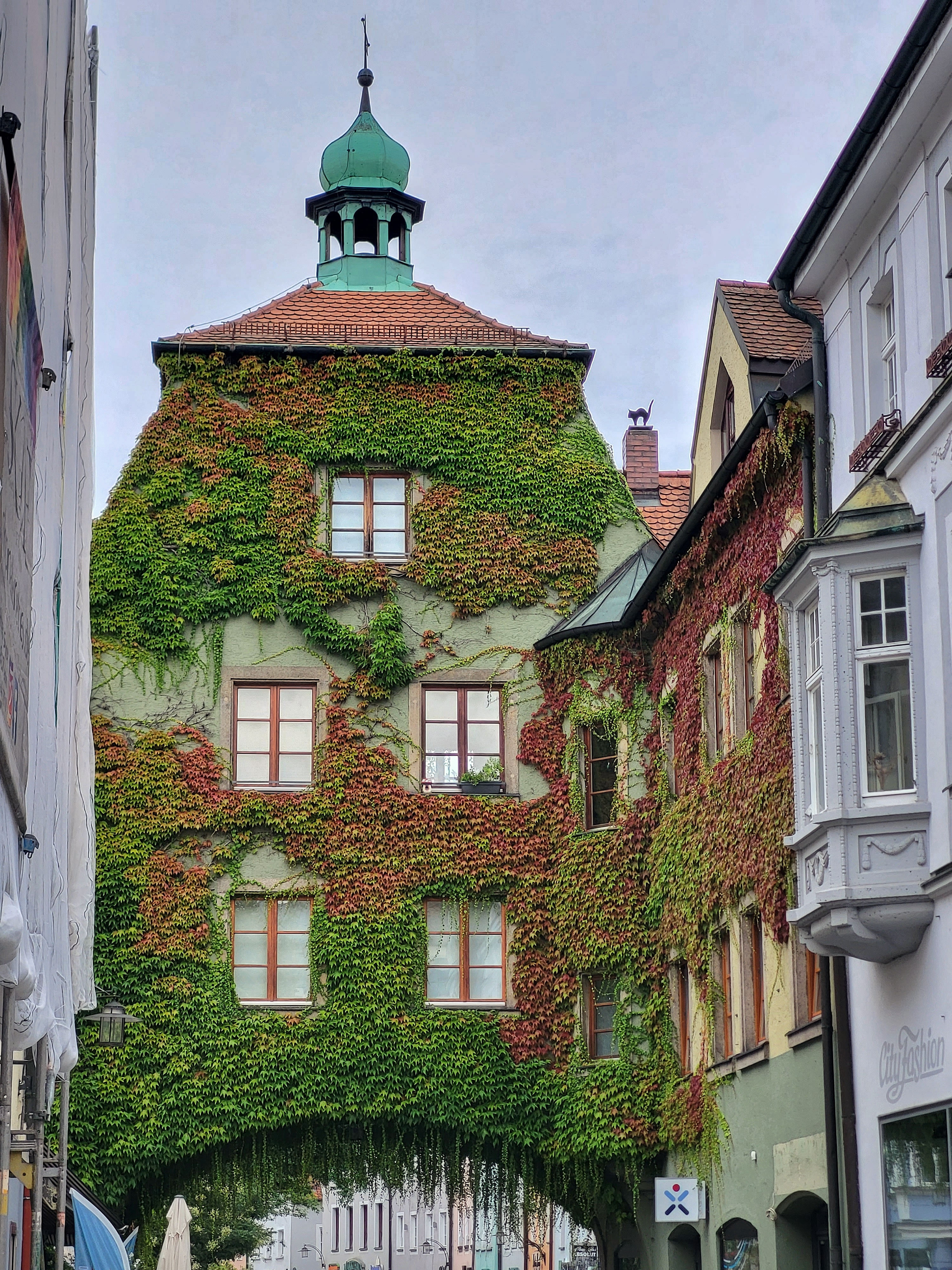
Das Obere Tor, der westliche Eingang zur Altstadt

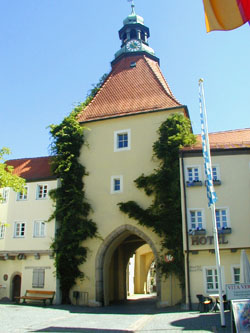
Unteres Tor

Beim Blick über den Stadtbach von der Kurt-Schumacher-Allee und vom Neuen Rathaus erkennt man die südwestliche Ecke der alten Stadtbefestigung mit Hauptmauer, Zwingermauer, Eckbastion und Schalenturm die Alte Stadtmauer. Es lässt sich nicht ermitteln, wann Weiden erstmals befestigt wurde. Eine Urkunde aus dem Jahr 1347 überliefert die Anweisung des späteren Kaisers Karl IV., dass die Burggrafen von Nürnberg die Festen Floß und Parkstein sowie den Markt Weiden bessern, bauen und befestigen sollten. Spätestens zu diesem Zeitpunkt erhielt Weiden seine erste Mauer, möglicherweise wurde aber auch eine bereits bestehende Stadtmauer erhöht und durch den Ausbau von Türmen verstärkt.
Durch den neugestalteten Anker-Komplex und das Obere Tor betritt man die Altstadt. Dieses Tor besaß bis 1840 eine halbkreisförmige Vormauer, das Rondell, mit zwei Rundtürmen. Zur Straßenerweiterung wurde das Tor mit Doppelwalmdach 1911 abgerissen und vereinfachter Form wiedererrichtet. Links vom Tor beginnt der mächtige Bau des Vesten Hauses, Amtssitz der Herrschaft des Gemeinschaftsamtes Parkstein-Weiden. Pfalzgraf Friedrich von Parkstein bewohnte das Veste Haus von 1585 bis 1593 als Residenz; seine beiden Schwägerinnen, die Fürstinnen von Liegnitz, sind in der evangelisch-lutherischen Pfarrkirche St. Michael begraben.
Durch das Untere Tor und das Vortor – nach dem Beschuss des Jahres 1635 in der heutigen Form entstanden – gelangt man zum Schlörplatz. Der Fußgängerdurchgang wurde 1955 nach der Beschädigung des Tores durch amerikanische Panzer geschaffen. Zurzeit ist das Untere Tor Sitz des lokalen Jugendverbandes Marianische Kongregation (MC), eines Unterverbandes der J-GCL.
Der Flurerturm ist der letzte Rest der alten Vorstadtmauer, die als äußere Stadtmauer 1575 die Stadterweiterungen in den Mauerring einschloss. Einst hatte diese Stadtmauer vier Tortürme und zwei Rundtürme (Rossturm und Flurerturm). Der Baumeister der Vorstadtmauer war Meister Reicholt. Als im Jahr 1634 die Stadt belagert wurde und man freies Schussfeld brauchte, wurde die Vorstadtmauer abgerissen. Der Flurerturm wurde als einziger Bestandteil 1694 wieder aufgebaut und hieß seitdem so, weil er die Dienstwohnung des städtischen Flurers war. Vorher hieß er Karlsturm. Heute beherbergt der Flurerturm die Präventionseinrichtungen der Weidener Polizei.

#### Sakralbauten
Die evangelische Stadtpfarrkirche St. Michael ist eine ursprünglich gotische, barockisierte Hallenkirche, die insbesondere als Wirkungsstätte Max Regers bekannt geworden ist. Hervorzuheben sind bei der Innenausstattung die Deckengewölbe mit Stuckarbeiten, der Altar und die Kanzel in reichhaltigen barocken Formen. Die Kirche prägt mit dem markanten Kirchturm samt Zwiebelhaube das Bild des Marktplatzes in zentraler Lage gegenüber des alten Rathauses.
Die katholische Stadtpfarrkirche St. Josef wurde in den Jahren 1900/1901 in nur 18 Monaten Bauzeit errichtet und ist der größte Kirchenbau des Bistums Regensburg seit dem Mittelalter. Der Baukörper in Form einer neuromanischen Basilika mit zwei Fronttürmen besitzt im Innenraum eine bedeutende Ausstattung im Jugendstil.
Die Kirche St. Sebastian ist heute die älteste katholische Kirche Weidens. An der Stelle der jetzigen Sebastianstraße wurde 1486 die Neustiftkapelle erbaut. Durch Blitzschlag und Krieg zerstört, wurde die Kirche 1692 neugebaut und 1697 wieder St. Sebastian geweiht. Am westlichen Chorbogen ist der Renaissance-Grabstein der in Weiden 1590 gestorbenen Zwillingskinder des Pfalzgrafen Friedrich von Parkstein angebracht. Neben dem kunstvollen Eisengitter unter der Empore befindet sich die Kopie des 1792 gestifteten Marienbildes der Kapelle zur Heiligen Staude im Originalrahmen.

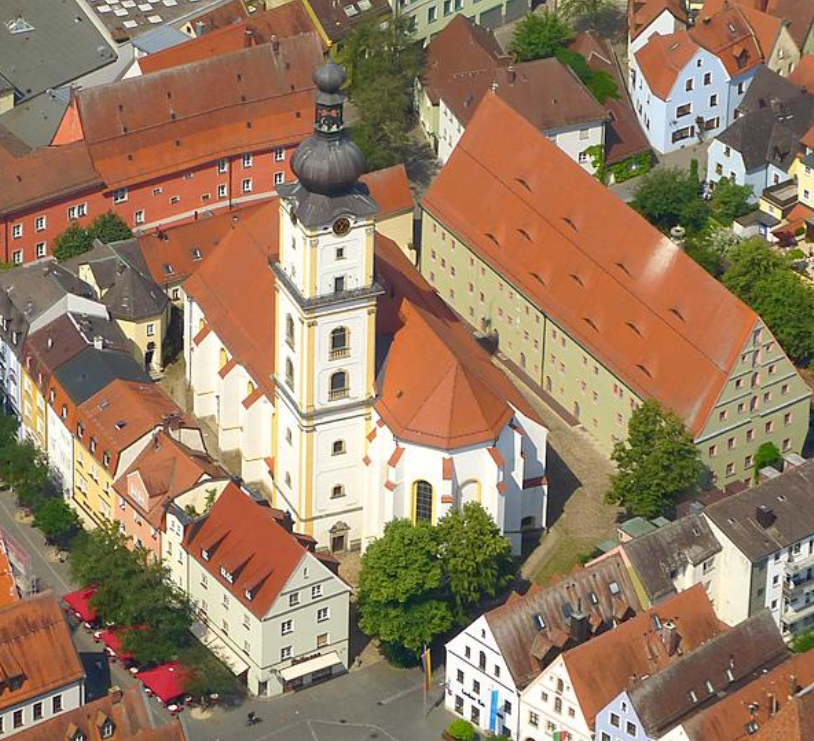
Luftbild evangelische St.-Michael-Kirche
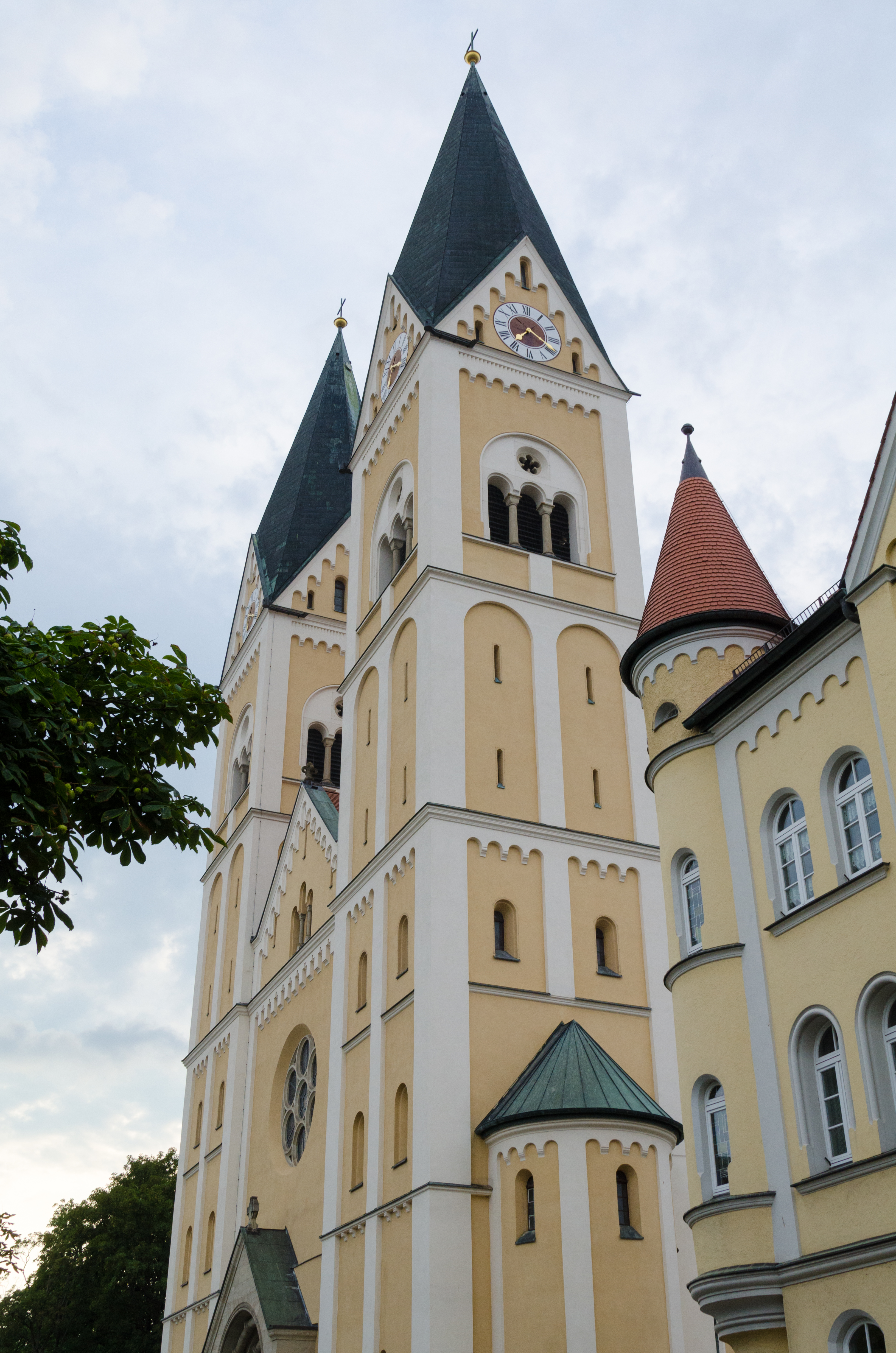
St. Josef
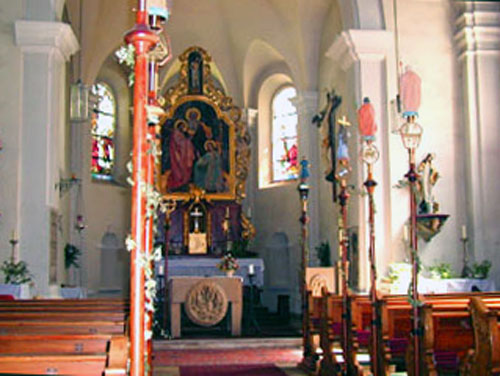
St. Sebastian

#### Jugendstilbauten

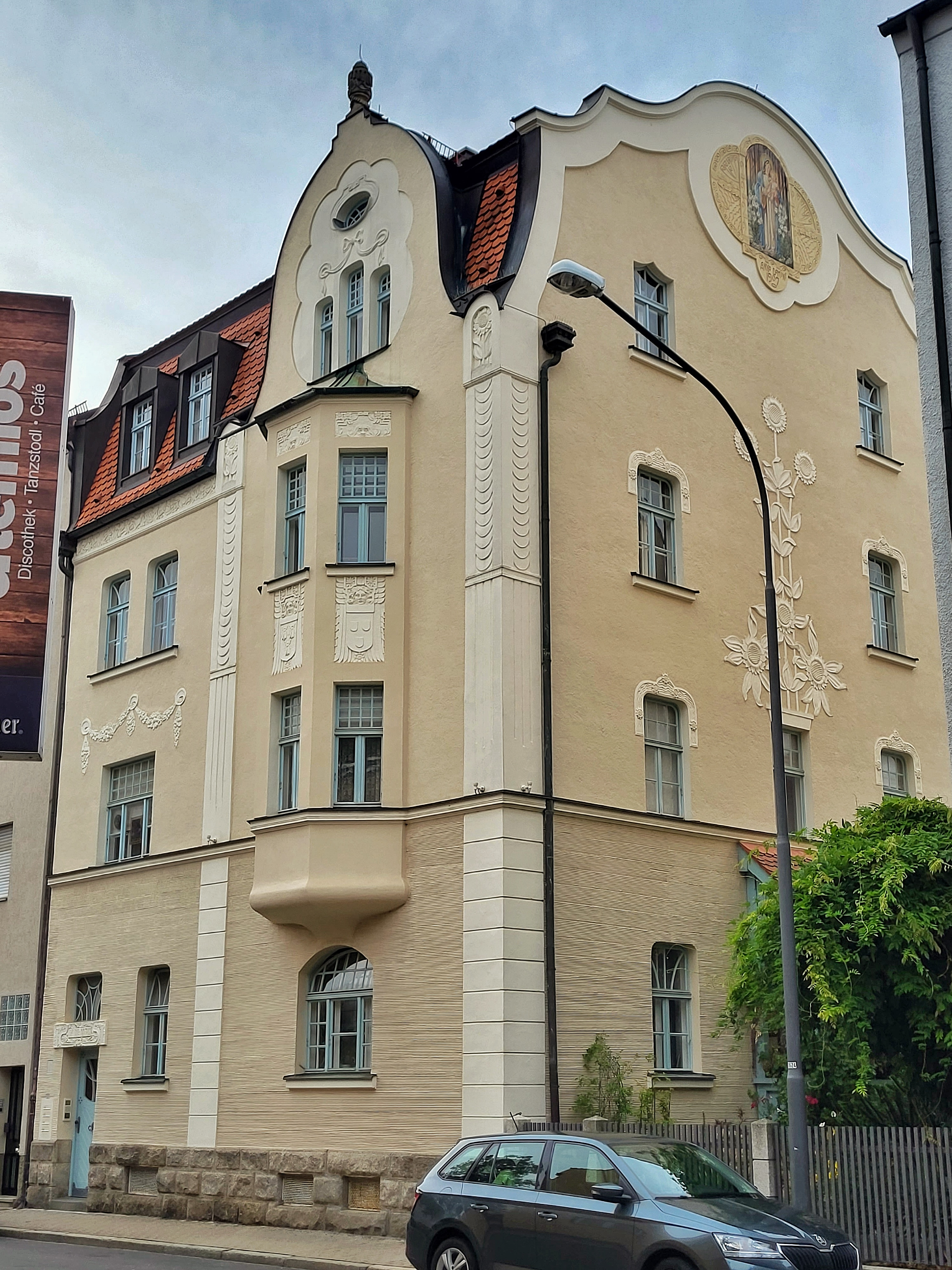
Jugendstilhaus, Luitpoldstraße 13

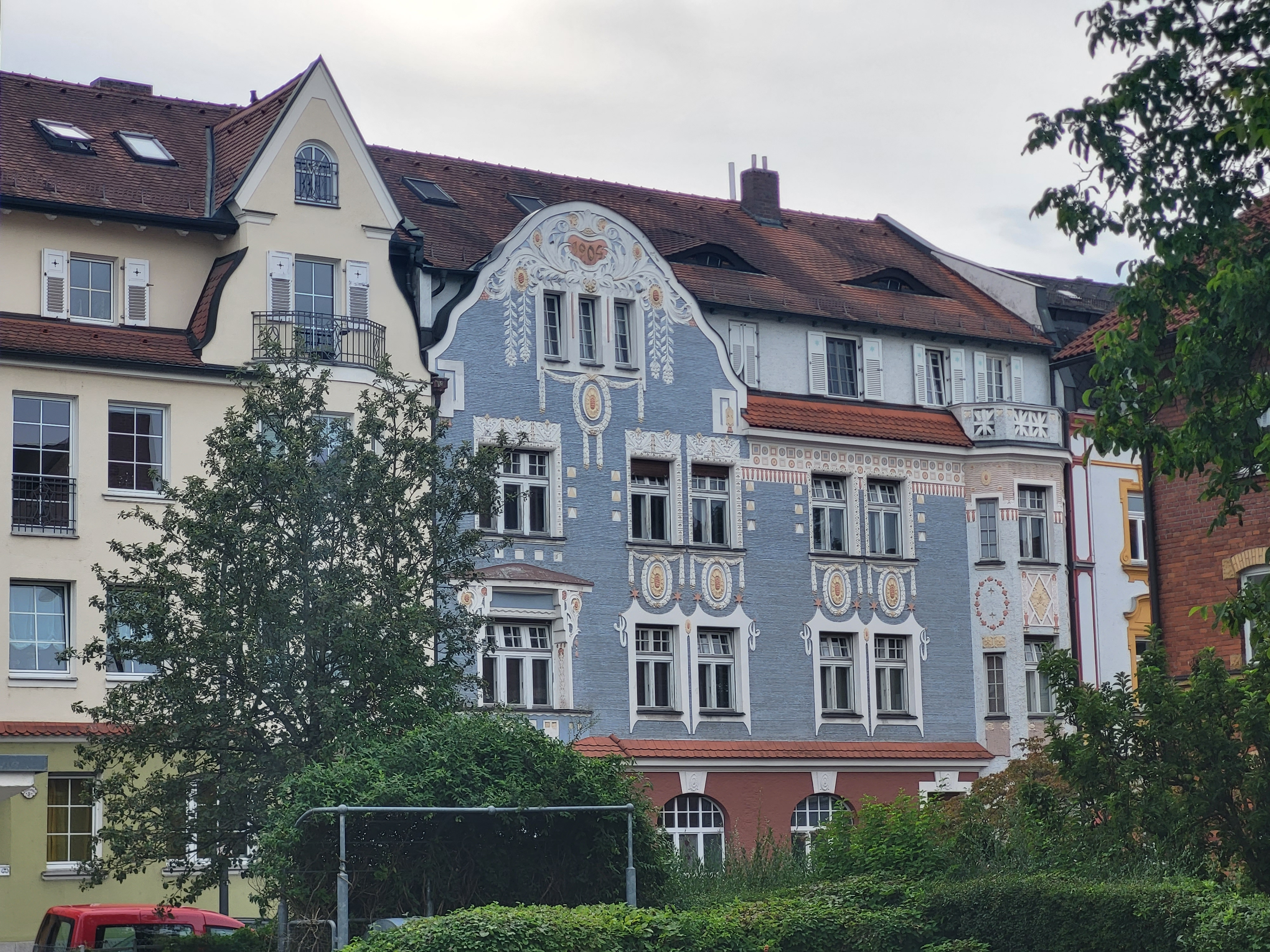
Häuserzeile Kettelerstraße

In der Weidener Innenstadt existieren einige Gebäude des Jugendstils. Im Zuge des wirtschaftlichen Wachstums der Stadt gegen Ende des 19. Jahrhunderts entstanden um den mittelalterlichen Stadtkern herum sowie nahe des Bahnhofes neue Wohnviertel. Die unter Ensembleschutz stehende Häuserreihe Kettelerstraße, zu einem großen Teil vom Münchner Architekten Johann Baptist Schott geplant, bildet gemeinsam mit der visuellen Einwirkung der Josefskirche ein einheitliches Beispiel für die Bebauung im Gebiet östlich des Altstadtkerns aus den Jahren 1900 bis 1913. Der einige Jahre nach der Erbauung vom Münchner Maler Franz Hofstötter sowie vom Weidener Künstler Wilhelm Vierling im Jugendstil umgestaltete Innenraum von St. Josef stellt das wichtigste und umfangreichste Werk des Jugendstils in Weiden dar. Weitere Bauten dieser Bauepoche finden sich des Weiteren in der Landgerichtstraße, Sebastianstraße und der Johannisstraße.

#### Max Reger

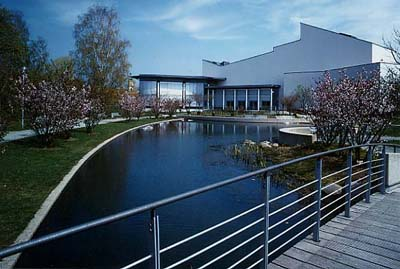
Max-Reger-Halle

Am Eingang zum Max-Reger-Park steht die Nepomuk-Kapelle. Die Brückenkapelle St. Johannes Nepomuk wurde 1738/1756 aufgrund eines Gelöbnisses durch Feldmarschall Fellner von Feldeck errichtet. Die Sandsteinstatue des Heiligen Johann Nepomuk wurde vom Bildhauer Johann Franz Dult aus Nabburg geschaffen. Im Max-Reger-Park steht das 1957 von dem Weidener Bildhauer Josef Gollwitzer geschaffene Max-Reger-Denkmal, ein mächtiger Granitblock, Orgelpfeifen nachempfunden; der Komponist lebte mit seinen Eltern 1874 bis 1901 in Weiden. Dort befindet sich auch der Triton-Springbrunnen, 1953 von demselben Künstler geschaffen. In den Sommermonaten finden im Max-Reger-Park die Weidener Sommerserenaden statt.
Als Hommage an den Komponisten und Organisten Max Reger entstand zwischen 1989 und 1991 das Kultur- und Kongresszentrum Max-Reger-Halle. Der Gustl-Lang-Saal (Kapazität bis zu 900 Personen) wurde nach dem ehemaligen bayerischen Wirtschaftsminister August Lang benannt, der Gustav-von-Schlör-Saal (bis zu 360 Personen) trägt den Namen des letzten bayerischen Handelsministers, dem Weiden den Anschluss an das Eisenbahnnetz verdankt. Diese Halle ist das kulturelle Zentrum der Stadt. Daneben sind mehrere Konferenzräume und das Foyer nutzbar.
Das Max-Reger-Haus in der Bürgermeister-Prechtl-Straße ist das letzte Wohnhaus der Familie Reger in Weiden vor ihrem Wegzug nach München im Jahr 1901. Der Komponist Max Reger (1873–1916) verlebte seine Jugendjahre in Weiden und schuf dort seine bekanntesten Orgelwerke. Neben vielem anderen in der Stadt erinnert eine Gedenktafel am Haus an ihn.

#### Weitere Baulichkeiten

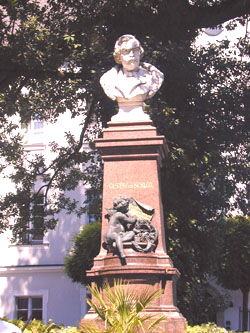
Gustav von Schlör-Denkmal

Das Gustav-von-Schlör-Denkmal steht zwischen der Jubiläumseiche vom Jahr 1824, die zum 25-jährigen Regierungsjubiläum des Königs Max I. gepflanzt wurde, und der Friedenseiche vom Jahr 1871. Es erinnert an den letzten bayerischen Handelsminister Gustav von Schlör (1820–1883), der 1863 den Eisenbahnanschluss Weidens erreichte und damit den wirtschaftlichen Aufschwung der Stadt begründete. Der Entwurf des Denkmals stammt von Architekt Carl Hocheder, München, die Marmorbüste von Bildhauer Theodor Haf.
Eine Gedenktafel am Haus Frauenrichterstraße 50 erinnert an den Weidener Eduard Krohner, der 1942 im KZ Dachau der NS-Gewaltherrschaft zum Opfer fiel. Der jüdische Friedhof am Fohlenweg nordöstlich der Altstadt wird seit 1901 belegt. Auf ihm befinden sich etwa 80 Grabsteine.

### Parks
Der westlich an die Innenstadt angrenzende Max-Reger-Park wurde im Jahr 1953 eröffnet und stellt durch die zentrale Lage einen hauptsächlichen Erholungsraum für die Bevölkerung dar. Die Anlage erstreckt sich entlang dem Waldnaab-Flutkanal im Bereich zwischen den Naabwiesen und dem Stadtkern sowie der Friedrich-Ebert-Straße. Im Park befinden sich als zentrale Elemente der vom Bildhauer Josef Gollwitzer geschaffene Triton-Brunnen, der 1908 im Jugendstil gestaltete Storchenbrunnen sowie der Serenadenpavillon. Des Weiteren existieren innerhalb der Anlage die Nepomuk-Kapelle, das Max-Reger-Denkmal und ein Reststück der historischen Stadtmauer mit der anschließend angebauten Aichinger-Villa.
Eine weitere innerstädtische Parkanlage stellt die Konrad-Adenauer-Anlage an der Bürgermeister-Prechtl-Straße dar, welche unmittelbar neben der Stadtpfarrkirche St. Josef anschließt und ein Kriegerdenkmal beherbergt.
Außerdem sind die Parkanlage an der Max-Reger-Halle, der Wittgarten-Park, die Turnerbund-Anlage am Hammerweg, der Stockerhut-Park und der Grünstreifen entlang des Flutkanals zu erwähnen.

### Veranstaltungen
- Weidener Bürgerfest (seit 1973) (letztes Wochenende im Juni)
- Weidener Kinderbürgerfest (seit 1993) (immer am 3. Sonntag im Juli von 11:00–18:00)[30]
- Weidener Literaturtage
- Weidener Max-Reger-Tage
- Weidener Jazzseminar
- Weidener Night Run
- Weidener Frühlingsfest (seit 1935) (um den 1. Mai)
- Weidener Volksfest (seit 1897) (um den 15. August)
- Weidener Kunstgenuss bis Mitternacht
- Weiden träumt
- Weidener Adventsmarkt
- Weidener KinderKunstAkademie im Rahmen des städtischen Ferienprogramms
- INJOY Triathlon Weiden im Schätzlerbad des SV Weiden
- Bayerisch-Böhmische Kultur- und Wirtschaftstage

### Sport
Weiden ist Heimat der SpVgg SV Weiden, deren Herren-Fußballmannschaft in der Bayernliga Nord spielt. Die Heimspiele werden im Sparda Bank-Stadion ausgetragen.
Außerdem ist Weiden ein Eishockeystandort. Die Blue Devils Weiden spielen derzeit in der DEL 2. Ihre Heimat ist die Hans-Schröpf-Arena.
2021 bewarb sich die Stadt zusammen mit dem Landkreis Neustadt an der Waldnaab als Host Town für die Gestaltung eines viertägigen Programms für eine internationale Delegation der Special Olympics World Summer Games 2023 in Berlin. 2022 wurde sie als Gastgeberin für Special Olympics Ungarn ausgewählt. Damit wurde sie Teil des größten kommunalen Inklusionsprojekts in der Geschichte der Bundesrepublik mit mehr als 200 Host Towns.

### Dialekt
Weiden liegt im nordbairischen Sprachraum, wobei der in Weiden gesprochene Dialekt innerhalb dessen im Vergleich zu anderen Städten wie Neumarkt oder Amberg einen nur sehr geringen Einfluss aus anderen Mundarten, wie dem Ostfränkischen oder Mittelbairischen, aufweist.
Eine Besonderheit ist die gelegentliche Eigenbezeichnung Weidens im städtischen Dialekt als „d`Wein“ („die Weide“). So lauten beispielsweise die Wendungen „nach Weiden“ oder „aus Weiden“ demnach „in d´Wein“ bzw. „aus der Wein“.

## Wirtschaft und Infrastruktur

### Überblick
Im Jahre 2016 erbrachte Weiden in der Oberpfalz, innerhalb der Stadtgrenzen, ein Bruttoinlandsprodukt (BIP) von 2,272 Milliarden €. Das BIP pro Kopf lag im selben Jahr bei 53.734 € (Bayern: 44.215 €/ Deutschland 38.180 €) und damit deutlich über dem regionalen und nationalen Durchschnitt. In der Stadt gibt es 2017 ca. 41.800 erwerbstätige Personen. Die Arbeitslosenquote lag im Dezember 2018 bei 5,3 % und damit deutlich über dem bayrischen Durchschnitt von 2,7 %.
Im Zukunftsatlas 2016 belegte die kreisfreie Stadt Weiden in der Oberpfalz Platz 182 von 402 Landkreisen, Kommunalverbänden und kreisfreien Städten in Deutschland und zählt damit zu den Regionen mit „ausgeglichenem Chancen-Risiko Mix“ für die Zukunft.

### Wirtschaftsstruktur

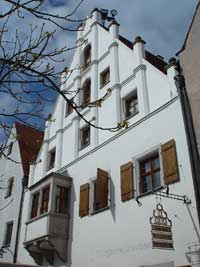
Bürgermeisterhaus; im 1. Stock befindet sich der Lokalradiosender Ramasuri.

Heute leben im Oberzentrum Weiden in der Oberpfalz rund 42.000 Menschen auf einer Fläche von 70,5 km². Im Jahr 2015 war von den 26.567 sozialversicherungspflichtigen Beschäftigten jeder Fünfte im produzierenden Bereich tätig, während über drei Viertel im Dienstleistungssektor registriert waren. Seit Ende des 20. Jahrhunderts haben sich Industrie und Gewerbe stark gewandelt. So wurde die Monostruktur von Glas und Porzellan mit Unternehmen wie Bauscher, Seltmann und Nachtmann, die auch heute noch einen Schwerpunkt im produzierenden Sektor bilden, abgebaut und durch Unternehmen des Fahrzeugbaus, der Kunststoffbe- und -verarbeitung und der Mikroelektronik ergänzt.
Innerhalb der Region Oberpfalz-Nord nimmt die Stadt Weiden eine Vorrangstellung auf wirtschaftlichem Gebiet ein. Das Bruttoinlandsprodukt je Einwohner betrug zur Jahrtausendwende 39.896 Euro, im Jahr 2013 50.467 Euro (Quelle: Genesis-Datenbank des Landesamtes für Statistik in Bayern). Dies entspricht einem Zuwachs von über 26,5 %.

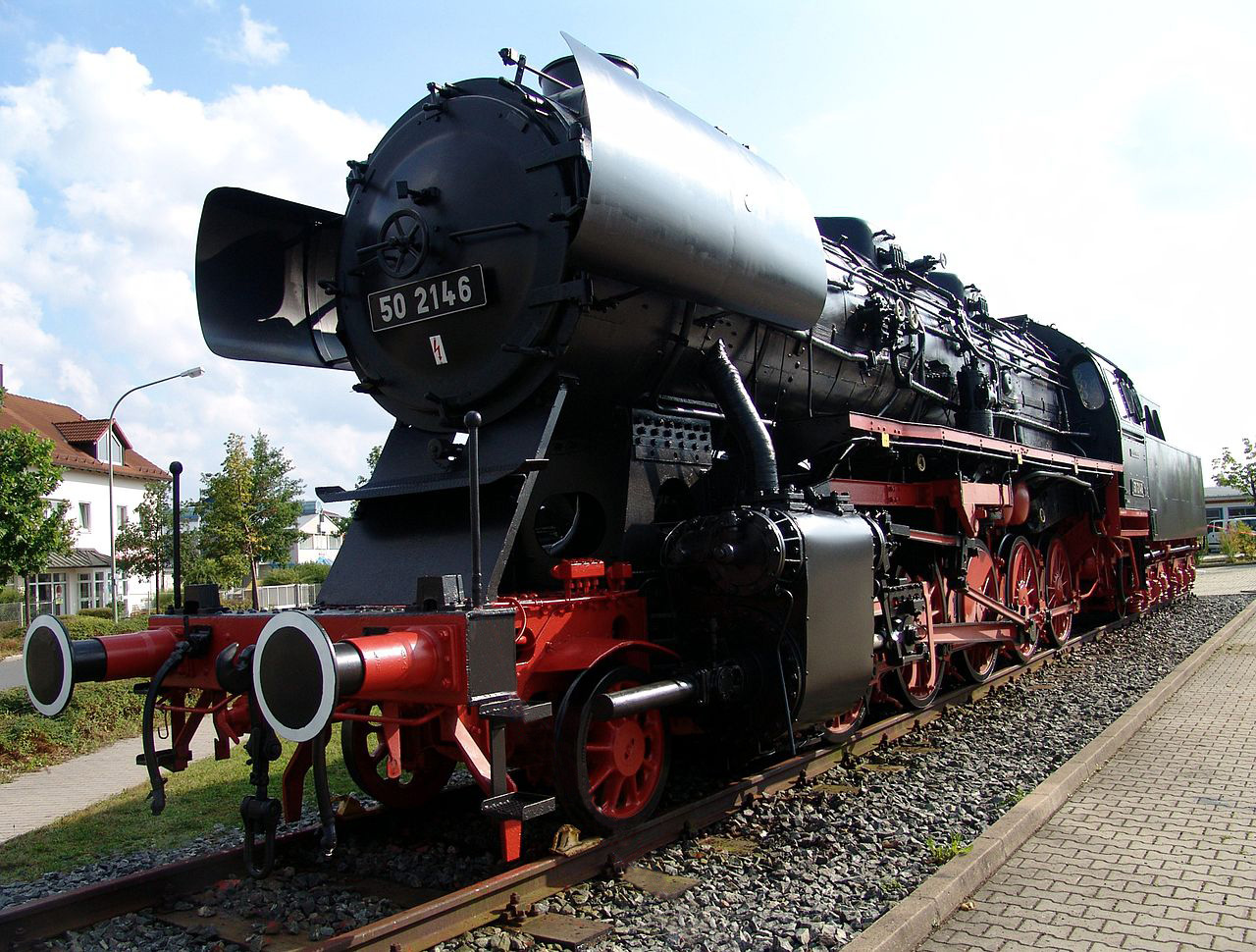
Die Denkmal-Lok der Baureihe 50 in Erinnerung an das RAW bzw. AW Weiden

Weiden ist nach dem Landesentwicklungsprogramm Bayern Oberzentrum das Handels- und Dienstleistungszentrum der Region Oberpfalz-Nord. Bekannt sind das Versandhaus Witt Weiden, die Firma Hotelporzellan Bauscher Weiden sowie der Porzellanhersteller Seltmann Weiden. Weiden ist auch Sitz der Firma Auto-Teile-Unger sowie zweier überregionaler Großbäckereien. Die Deutsche Post AG hat in Weiden die Zentrale der Postphilatelie für den Versand von Sammlerbriefmarken.
Kleinere Arbeitgeber sind auch die Heidelberg Web Carton Converting GmbH, ein Tochterunternehmen der Heidelberger Druckmaschinen AG mit ca. 100 Mitarbeitern, und die Oberpfälzische Wagon-Service GmbH. Letztere siedelte sich 2010 auf dem Gelände des ehemaligen Reichsbahnausbesserungswerkes (RAW), später Ausbesserungswerk (AW) Weiden, an, das bereits von 1988 bis 2007 durch die Unternehmen PFA (Partner für Fahrzeug-Ausstattung) beziehungsweise Stadler Rail genutzt wurde.
Ein Strukturwandel spiegelt sich im massiven Stellenabbau der ansässigen Bleikristall- und Porzellanindustrie wider, sodass Weiden unter einer anhaltend hohen Arbeitslosigkeit leidet.
Wichtig für Weiden als Handelszentrum ist das NOC Weiden (Nordoberpfalz Center), das 2019 eröffnet wurde und auf 18.000 m² Platz für etwa 55 Geschäfte bietet.

### Medien
Der lokale Fernsehsender O-TV (Oberpfalz TV) mit Sitz in Amberg kann im Kabelnetz von Vodafone Kabel Deutschland jetzt empfangen werden. Auch auf der Satellitenposition ASTRA 19,2 Ost wurde dieser Sender anfangs unter dem Sendenamen TVA-OTV abwechselnd mit Programminhalten des Regensburger Senders TVA ausgestrahlt. Seit dem 1. April 2018 wird ein eigener Transponder genutzt und das Programm 24h in HD-Qualität ausgestrahlt.
In der Altstadt am Unteren Markt befindet sich der Lokalradiosender Radio Ramasuri, der sein Programm auf UKW 99,9 MHz und auf weiteren Frequenzen für die nördliche Oberpfalz sendet. Speziell für das junge Publikum sendet Radio Galaxy (UKW 89,8 MHz). Beide Sender werden seit 3. Juli 2018 zusätzlich über DAB+ (Verbreitungsgebiet Oberpfalz – Block 12D) ausgestrahlt.
Die Regionalzeitung Der neue Tag ist mit einer Auflage von zirka 68.800 Exemplaren täglich (außer sonntags) die größte Zeitung der Nordoberpfalz und zugleich einzige Tageszeitung der Region. Erreicht werden 159.000 Leser. Von 1949 bis 1995 gab es eine weitere Tageszeitung, die Oberpfälzer Nachrichten.
Zwei Anzeigenzeitungen Rundschau und OWZ (Oberpfälzer WochenZeitung) teilen sich den Werbemarkt.
Als Kulturmagazin erscheint Expuls.
Das junge Unternehmen OberpfalzECHO ist eine Online-Lokalnachrichtenwebsite für die Nordoberpfalz.

## Öffentliche Behörden und Einrichtungen (Auswahl)

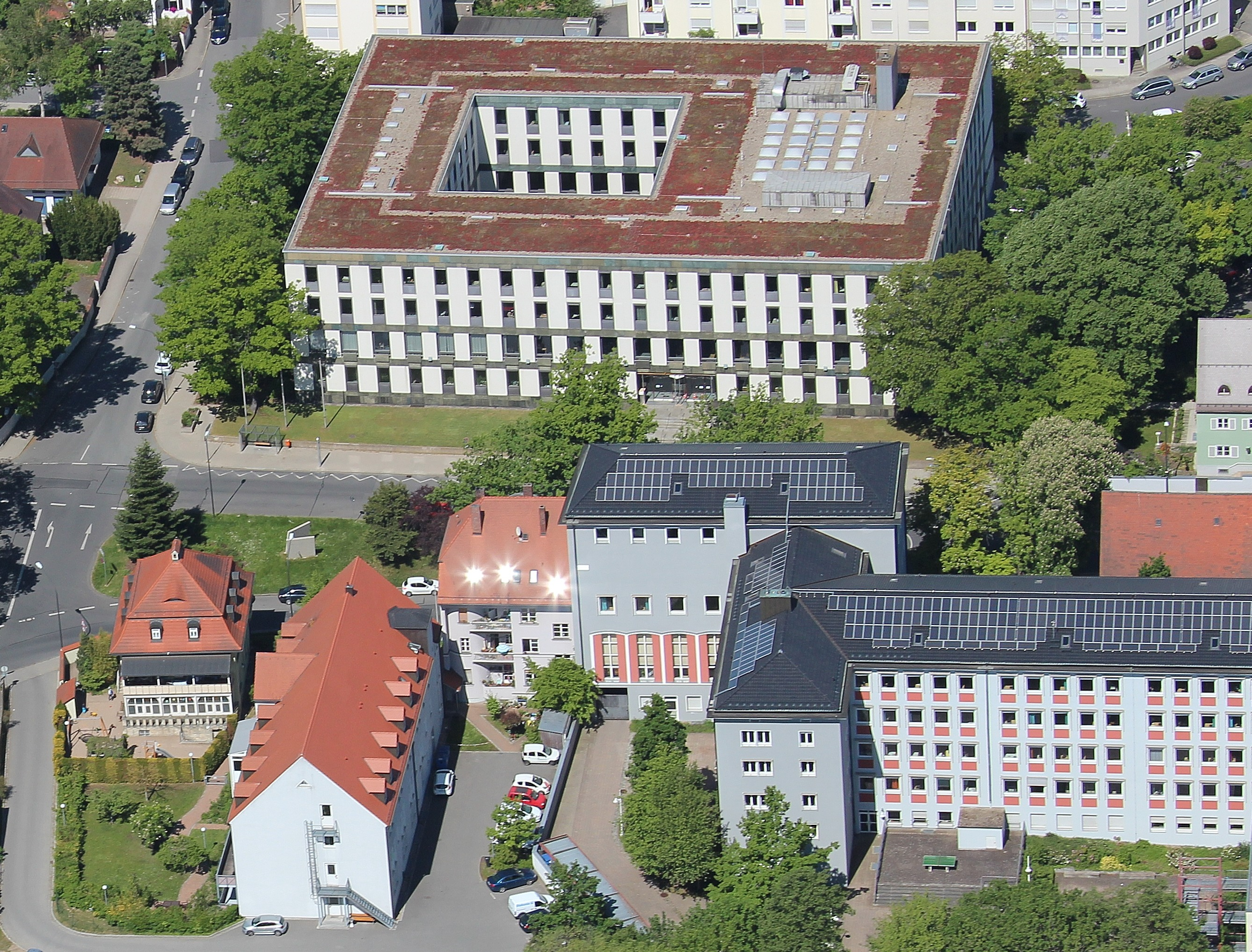
Landgericht Weiden (oben)

- Freiwillige Feuerwehr Weiden, 2 Feuerwachen, fünf Ortsfeuerwehren in den Ortsteilen Frauenricht, Mallersricht, Muglhof, Neunkirchen und Rothenstadt
- Integrierte Leitstelle (ILS) Nordoberpfalz
- Kliniken Nordoberpfalz AG, Klinikum Weiden
- Major-Radloff-Kaserne
  - 3./Raketenartilleriebataillon 132, ab 2014 das neu aufzustellende Artilleriebataillon 131 (aus den Teilen des Beobachtungspanzerartilleriebataillon 131 aus dem thüringischen Mühlhausen)
  - 5./ Panzerbataillon 104 (ehemalige 5./Panzergrenadierbataillon 122 in Oberviechtach)
  - Bundessprachenamt, Referat S 9

### Schulen

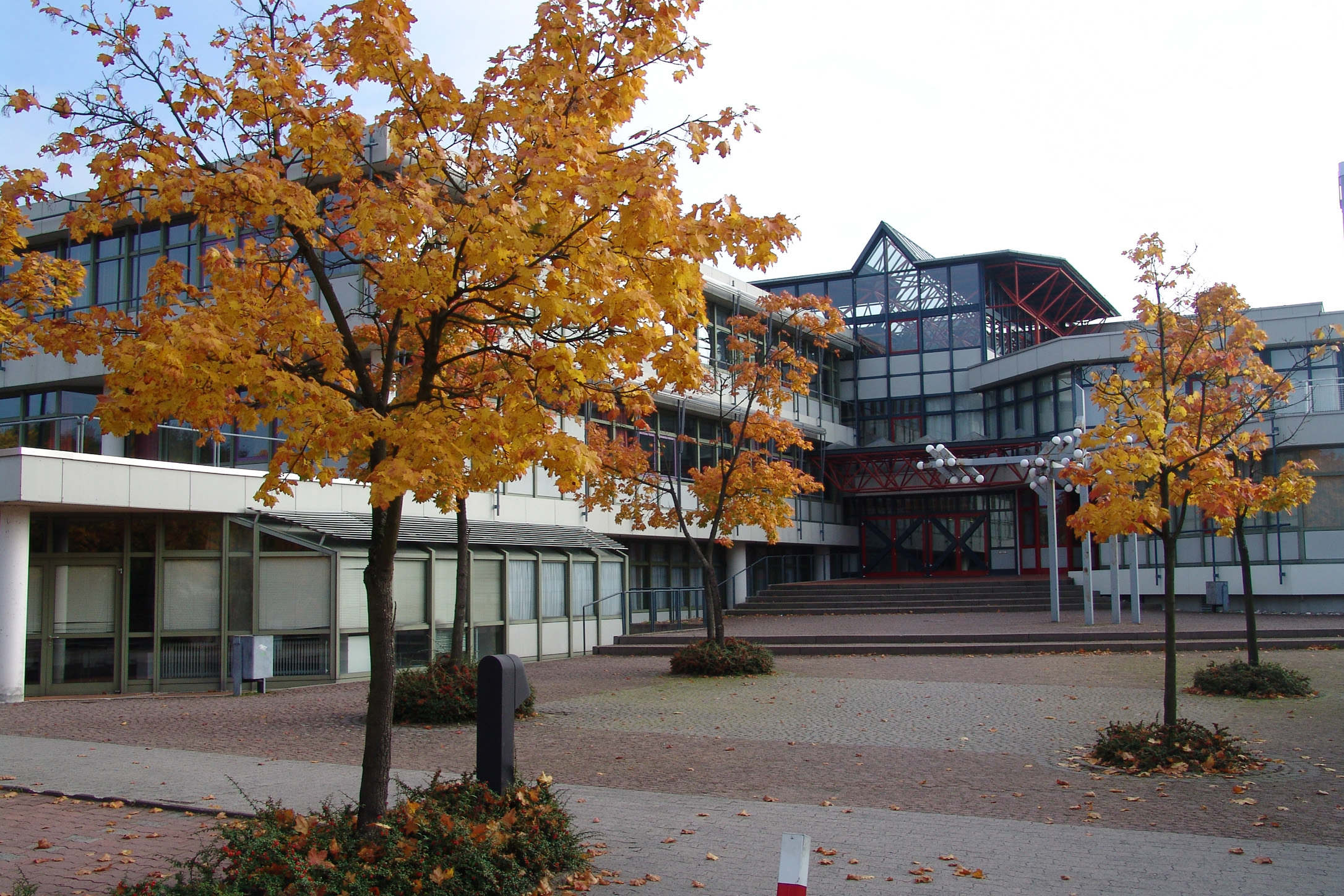
Elly-Heuss-Gymnasium

In Weiden gibt es zwei Mittelschulen, zwei Realschulen, sechs Grundschulen und ein sonderpädagogisches Förderzentrum, die Stötznerschule. Die Förderschule erzieht, unterrichtet, berät und fördert Kinder und Jugendliche, die behindert oder von Behinderung bedroht, krank oder vorübergehend in ähnlicher Weise in ihrem Leistungsvermögen beeinträchtigt sind und deshalb sonderpädagogischer Förderung bedürfen. Für den Eingangsbereich (1. und 2. Klasse) sind sonderpädagogische Diagnose- und Förderklassen eingerichtet, die die Inhalte der allgemeinen Grundschule vermitteln. Die Kinder haben hier in der Regel drei Jahre Zeit für die Inhalte, die in der allgemeinen Grundschule innerhalb von zwei Jahren vermittelt werden. Ab dem dritten Schülerjahrgang unterrichtet die Schule in kleinen Klassen nach eigenem Lehrplan mit dem Auftrag einer individuellen Lernförderung. Für den präventiven Bereich ist die schulvorbereitende Einrichtung (SVE) in der Asylstraße angesiedelt. Diese Förderung kann bereits drei Jahre vor der Schulpflicht beginnen.
Für die Berufsbildung gibt es die Europa-Berufsschule – Staatliche Berufsschule Weiden, die verschiedene Fachrichtungen ausgebildet, es gibt die gewerblichen Abteilungen Bau-, Holz-, Farbtechnik, Elektrotechnik, Automation und Mechatronik, Metalltechnik, Nahrung, Körperpflege und die kaufmännischen Abteilungen (Beratungsberufe: Bankkaufleute und Steuerfachangestellte, Handels- und Industrieberufe, Büroberufe, Gesundheitsberufe). Die Europa-Berufsschule besuchen derzeit ca. 3500 Schüler, unterrichtet von etwa 150 Lehrkräften (davon ca. 80 in Vollzeit). Die Berufsschule war Teilnehmer im Modellversuch Modus 21 und ist als berufliche Schule seit 2006 auch im Modellversuch Profil 21 vertreten. An der Schule befinden sich die Studienseminare für die Fachrichtungen Metalltechnik, Sozialkunde und Wirtschaft. Weitere sieben Berufsfachschulen schließen sich an, mit den Fachrichtungen Altenpflege, Krankenpflege, Kinderkrankenpflege, Landwirtschaft und Fremdsprachen.
Weiterhin gibt es drei Gymnasien wie das Augustinus-Gymnasium, Elly-Heuss-Gymnasium und das Kepler-Gymnasium.
Zu den höheren Schulen in Weiden gehört auch die Gustav-von-Schlör-Schule als staatliche Fachoberschule (FOS) Ausbildungsrichtungen Technik, Wirtschaft, Sozialwesen und Gestaltung und Berufsoberschule (BOS) Fachrichtungen Wirtschaft und Technik. Gemeinsame Zugangsvoraussetzung für die FOS und BOS ist ein mittlerer Bildungsabschluss sowie der Nachweis der Eignung. Am Ende steht die Fachhochschulreifeprüfung.
Sonstige Schulen sind die Franz-Grothe-Schule – Städt. Musikschule, Volkshochschule und die Unteroffiziersschule des Heeres (USH). Die Bundeswehr bildet in der Major-Radloff-Kaserne (Lehrgruppe D, Betreuungsstelle ZAW) in der Zivil beruflichen Aus- und Weiterbildung (ZAW) Soldaten aus, u. a. als IT-Systemelektroniker, Fachinformatiker und Berufskraftfahrer.

### Technische Hochschule

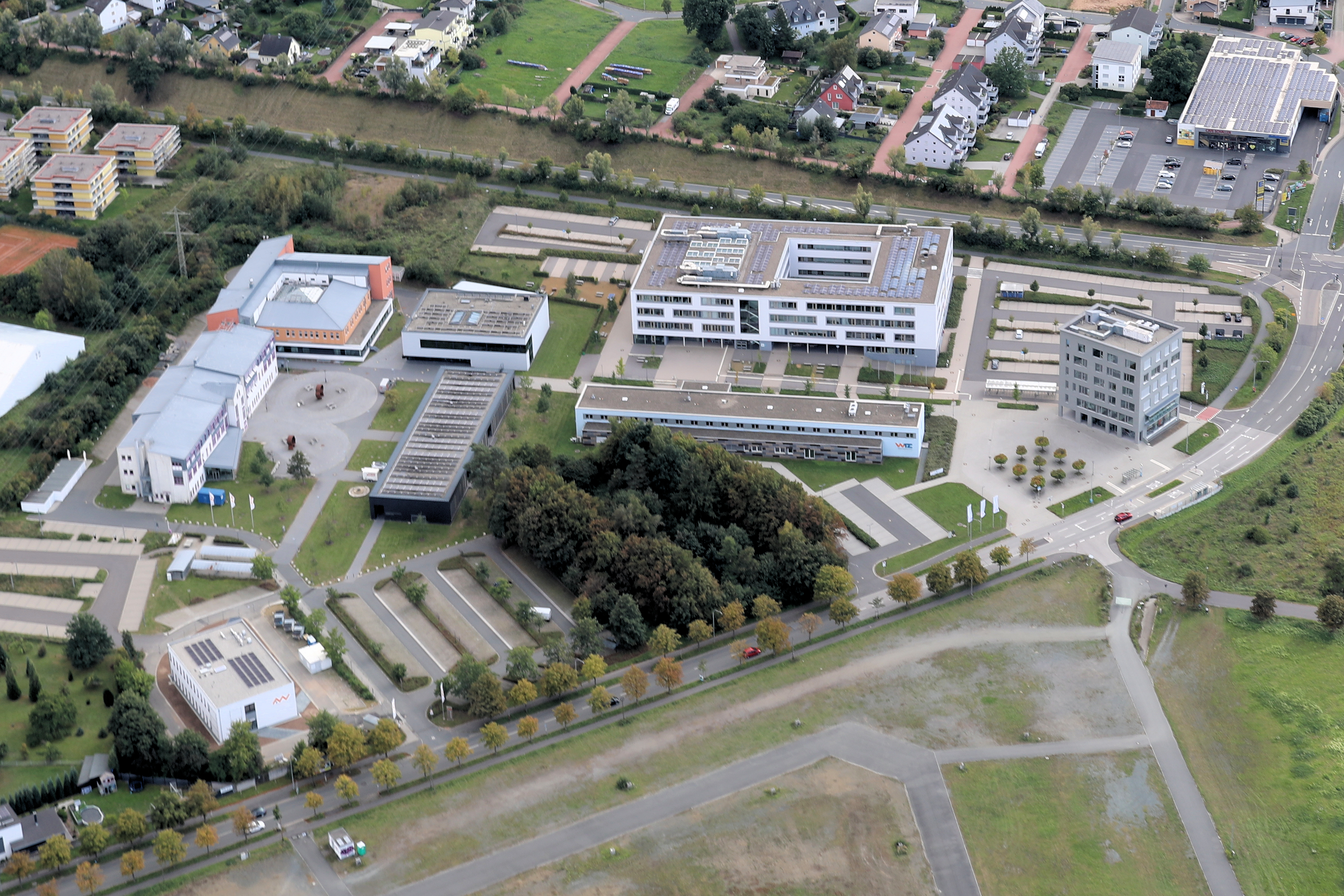
OTH Amberg Weiden (links), FOS Weiden (2023)

Die Ostbayerische Technische Hochschule (OTH) Amberg hat in Weiden die Abteilung Betriebswirtschaft (Bachelor), Handels- und Dienstleistungsmanagement (Bachelor), Sprachen, Management und Technologie (Bachelor), Medizintechnik (Bachelor), Wirtschaftsingenieurwesen (Bachelor), Human Resource Management (Master), Intercultural Business and Technology Management (Master), Marketing Management (Master) und Wirtschaft und Recht (Master).

### Verkehr

#### Straßenverkehr

##### Fernstraßen

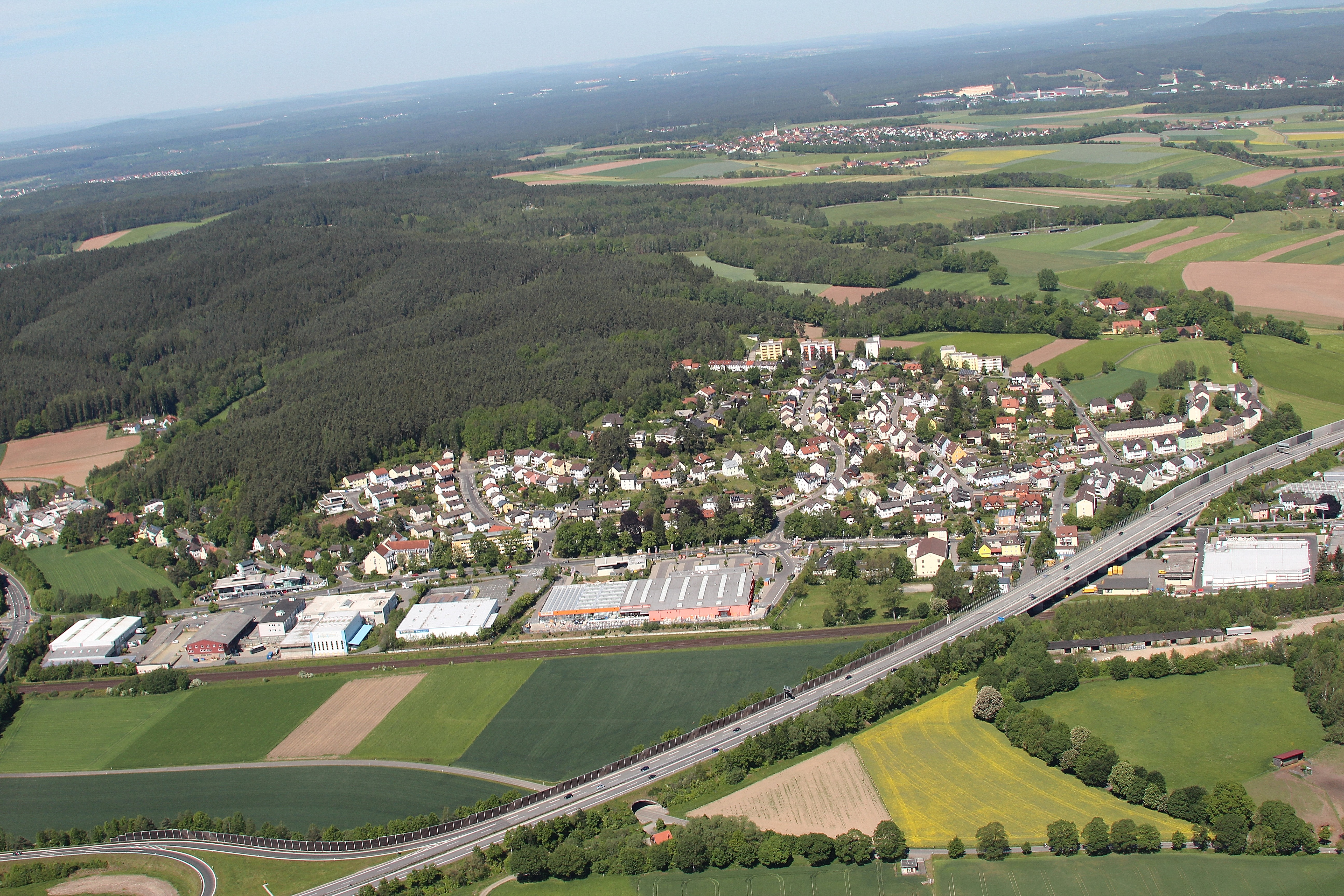
Autobahn A 93

- Bundesautobahnen:
  - : ( Dresden – Chemnitz) – Autobahndreieck Hochfranken – Hof – Weiden – Schwandorf – Regensburg – Wolnzach/Autobahndreieck Holledau; über die  nach München.
- Bundesstraßen:
  -  : Würzburg – Bayreuth – Weiden – Cham
  -  : Bad Windsheim – Forchheim – Auerbach in der Oberpfalz – Weiden

Vor dem Bau der Autobahn und der Abstufung zur Staats- bzw. Kreisstraße im Streckenabschnitt zwischen Altenstadt und Schwandorf war die Bundesstraße 15 (Hof – Schwandorf – Regensburg – Rosenheim) die Hauptverbindung nach Regensburg, die in Nord-Süd-Richtung durch Weiden verlief (heute: St 2657).
Staatsstraßen
- St 2657 St 2166 St 2238

St 2657   von Nord nach Süd durch die Stadt (B22 bis Pfreimd)
St 2166   nach Osten (Vohenstrauß)
St 2166   nach Westen (Freihung; bzw. A93)
St 2166   nach Westen (B470; bzw. A93)
St 2238   nach Südwesten (Hirschau bis Amberg)

##### Ferienstraßen
Durch die Stadt führen vier touristische Straßen:
- Die Goldene Straße war eine Handelsstraße zwischen Nürnberg und Prag. Sie brachte den an der Straße gelegenen Dörfern und Städten Wohlstand. Durch die Grenzöffnung in Bärnau können zumindest Wanderer und Radfahrer dem Verlauf der mittelalterlichen Straße folgen.
- Die Bayerische Porzellanstraße führt von Bamberg über Coburg, Hof, Selb und Weiden nach Bayreuth. Sie versinnbildlicht die große Tradition des „Weißen Goldes“ in der Region. Die Fabriken Bauscher (Gastronomie-Porzellan) und Seltmann (Haushaltsporzellan) produzieren bis heute in der Stadt.
- Die 300 km lange Glasstraße führt von Waldsassen über Weiden entlang der Bundesstraße 22 bis nach Passau und verbindet die teilweise noch heute Glas produzierenden Orte des Oberpfälzer und Bayerischen Waldes. Ab dem Jahr 1891 wurde Flachglas in der Stadt erzeugt. Die heutige Floatglasanlage ist in der benachbarten Gemeinde Weiherhammer angesiedelt. In Weiden werden heute Bleikristallgläser im Zweigwerk der Firma Nachtmann gefertigt.
- Die Europäische Goethe-Straße führt vom tschechischen Karlsbad über Weiden, Regensburg und Innsbruck bis nach Venedig.

#### Schienenverkehr

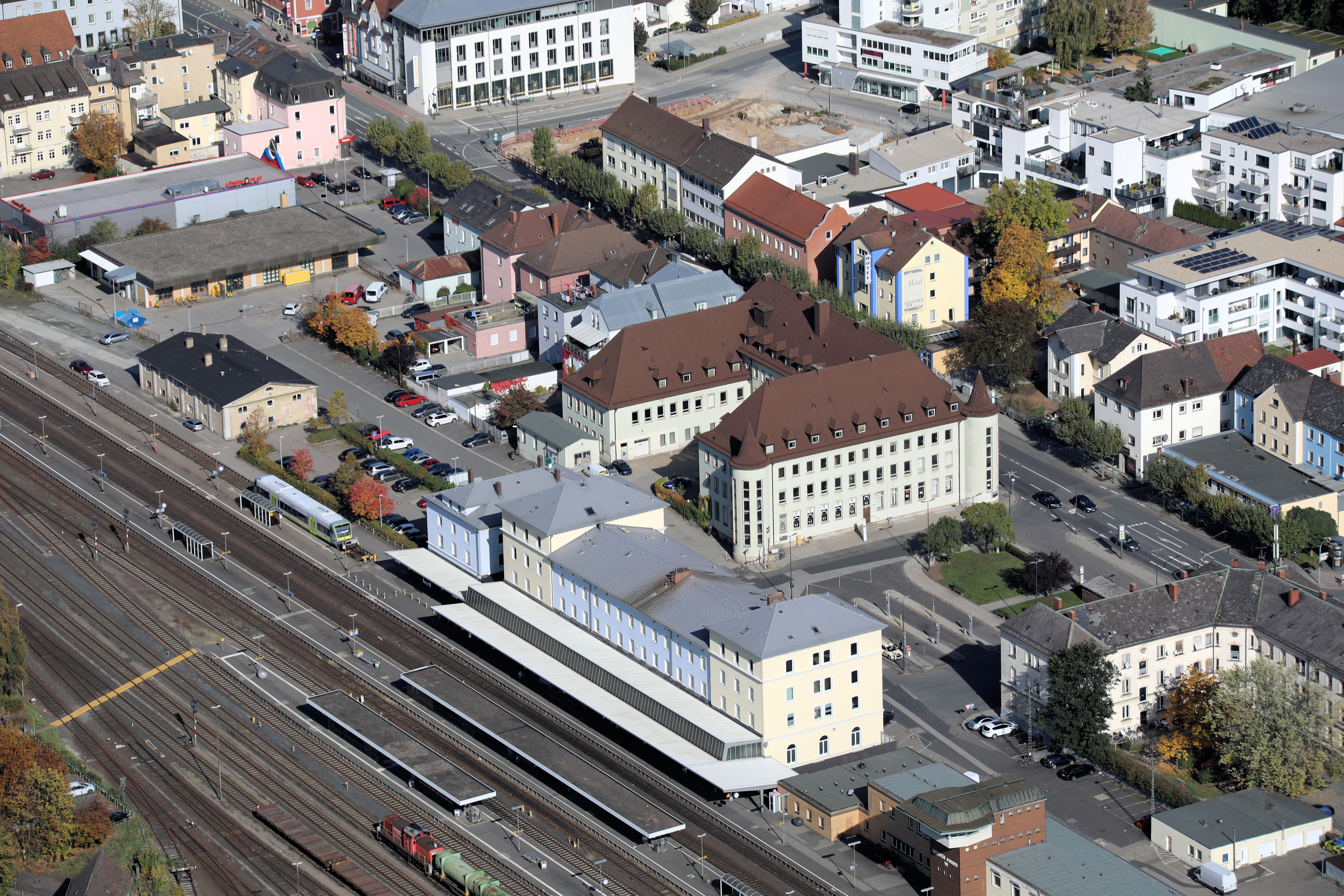
Bahnhof Weiden (2019)

Der Bahnhof Weiden (Oberpf) ist an die Strecken Weiden–Oberkotzau(–Hof), Regensburg–Schwandorf–Weiden, Weiden–Bayreuth und (Nürnberg–)Neukirchen (b. Sulzbach-Rosenberg)–Weiden, die ein Teilstück der Zugverbindung Nürnberg–Neustadt (Waldnaab) darstellt, angeschlossen. Er liegt im Stadtgebiet von Weiden südwestlich der Stadtmitte.

#### Öffentlicher Nahverkehr
Das Stadtgebiet wird im Normalverkehr von sieben Buslinien (Linie 1–7), im Schwachverkehr von sechs Buslinien (Linie 91–95, 98) erschlossen.
Das Umland wird zum Teil von 4 Überlandlinien (11, 12, 16, 30) bedient.
Alle Linien treffen sich am ZOB gegenüber dem Neuen Rathaus. Der Normalverkehr, bei dem die Busse im 15- bzw. 30-Minuten-Takt fahren, gilt von Montag bis Freitag ab ca. 6:00 Uhr bis ca. 18:15 Uhr. Vor 6:00 Uhr und ab 18:15 Uhr sowie an Samstagen, Sonntagen und gesetzlichen Feiertagen gilt das Schwachverkehrsnetz mit einem 40-Minuten-Takt.
Das restliche Umland wird von Bussen des Regionalbus Ostbayern (RBO), einer Tochterfirma der DB Regio AG bedient. (2503, 2703, 2705, 6272, 6275, 6277–6279, 6285, 6291 (Fahrradbus), 6295, 455). Alle Linien treffen sich am Weidener Bahnhof und fahren ebenfalls die Haltestelle „Neues Rathaus“ an.
Auch die Nahverkehrsgemeinschaft Weiden–Neustadt (NWN) hat sich der Tarifgemeinschaft TON – Tarif Oberpfalz Nord angeschlossen. Somit gibt es ein einheitliches Tarifgebiet, das die nördliche und mittlere Oberpfalz umfasst, jedoch ohne SPNV-Integration.
Die Stadt Weiden i.d.OPf. ist daneben auch Mitglied im Verkehrsverbund EgroNet. Das Tarifgebiet erstreckt sich auf Teile der Länder Bayern, Thüringen, Sachsen und der Tschechischen Republik.
Seit dem 1. April 2016 können auf der Bahnstrecke Regensburg–Weiden die Reisenden auch die RVV-Tarife nutzen.

#### Luftverkehr

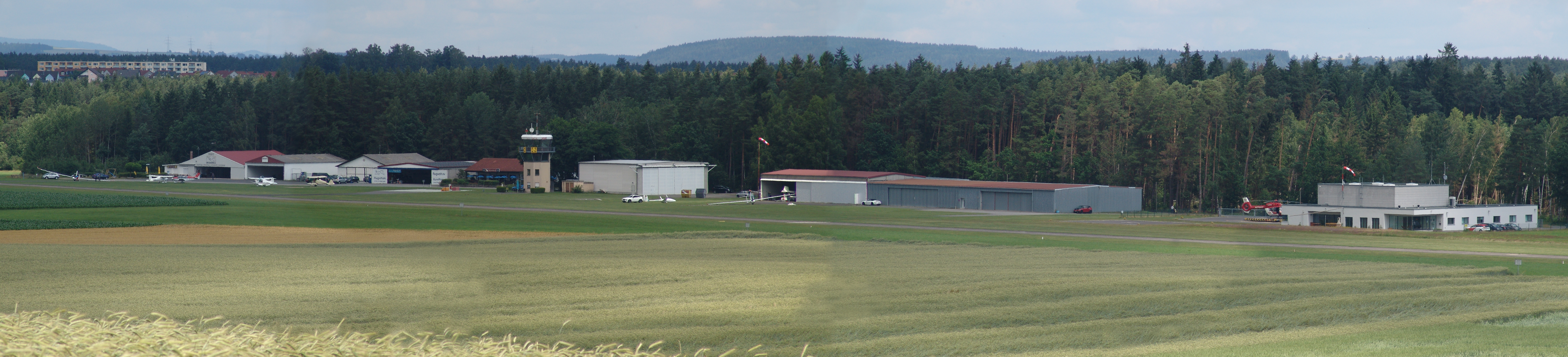
Luftlandeplatz Weiden-Latsch EDQW

Der Verkehrslandeplatz Weiden/Opf. hat eine 600 × 60 m große Start- und Landebahn, davon sind 580 × 10,5 m Betonpiste.
Seit April 2011 ist dort der Rettungshubschrauber Christoph 80 vom Typ EC 135 stationiert, der von der DRF Luftrettung betrieben wird.

#### Fernradwege
Weiden liegt am Waldnaabtal-/Naabtal-Radweg von Bärnau nach Regensburg. Von ihm zweigt im ca. 5 km nördlich gelegenen Neustadt der Bocklradweg ab, mit über 50 km Länge der längste Bahntrassen-Radweg Bayerns. Auf diesem gelangt man über Floß, Vohenstrauß, Pleystein und den Grenzübergang Tillyschanz bei Eslarn bis ins tschechische Pilsen. Außerdem führt durch Weiden der Paneuropa-Radweg.

#### Fernwanderweg
Der 660 km lange Goldsteig führt durch den Oberpfälzer Wald nahe an der Stadt vorbei und verläuft nur im Stadtteil Weiden-Land (Muglhof) auf Weidener Stadtgebiet.
Zuwege zum Goldsteig:
- Nr. 6A: Weiden – Wilchenreuth (Nord), Länge: 6,4 km
- Nr. 6B: Weiden – Muglhof (Süd), Länge 7,2 km